# DisplayPort

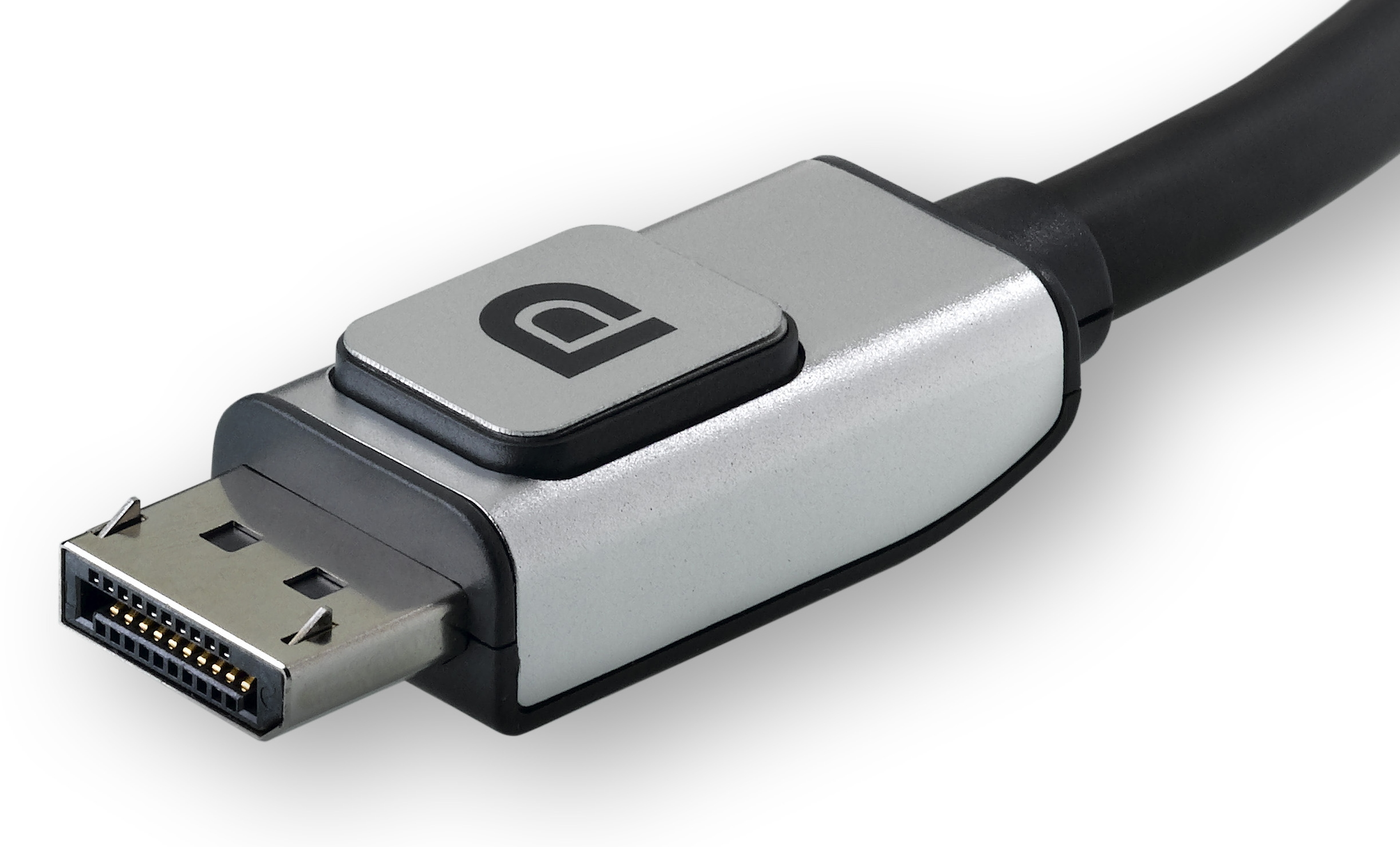
Conector DisplayPort

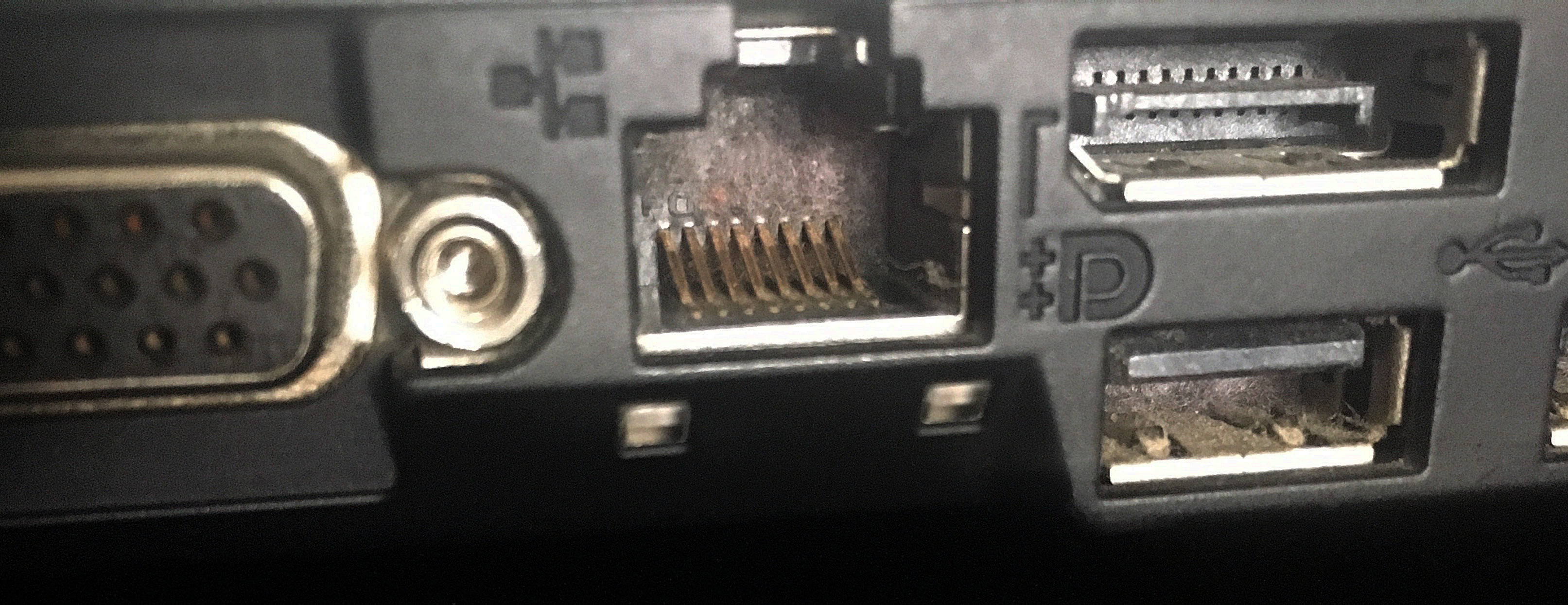
Uma porta DisplayPort (canto superior direito) perto de uma porta Ethernet e uma porta USB

DisplayPort (DP) é uma interface de exibição digital desenvolvida por um consórcio de fabricantes de PCs e chips e padronizada pela Video Electronics Standards Association (VESA). É usado principalmente para conectar uma fonte de vídeo a um dispositivo de exibição, como um monitor de computador. Ele também pode transportar áudio, USB e outras formas de dados.
DisplayPort foi projetado para substituir VGA, FPD-Link e Digital Visual Interface (DVI). É compatível com outras interfaces, como HDMI e DVI, através do uso de adaptadores ativos ou passivos.
É a primeira interface de de exibição a contar com transmissão de dados em pacotes, uma forma de comunicação digital encontrada em tecnologias como Ethernet, USB e PCI Express. Permite o uso de conexões de display internas e externas. Ao contrário dos padrões legados que transmitem um sinal de clock com cada saída, seu protocolo é baseado em pequenos pacotes de dados conhecidos como micro pacotes, que podem incorporar o sinal de clock no fluxo de dados, permitindo maior resolução utilizando menos pinos. O uso de pacotes de dados também o torna extensível, o que significa que mais recursos podem ser adicionados ao longo do tempo sem alterações significativas na interface física.
DisplayPort pode ser usado para transmitir áudio e vídeo simultaneamente, embora cada um possa ser transmitido sem o outro. O caminho do sinal de vídeo pode variar de seis a dezesseis bits por canal de cor, e o caminho de áudio pode ter até oito canais de áudio PCM não compactado de 24 bits e 192 kHz. Um canal auxiliar bidirecional half-duplex transporta dados de gerenciamento e controle de dispositivos para o link principal, como os padrões VESA EDID, MCCS e DPMS. A interface também é capaz de transportar sinais USB bidirecionais.
A interface utiliza um sinal diferencial que não é compatível com DVI ou HDMI. No entanto, as portas DisplayPort de modo duplo são projetadas para transmitir um protocolo DVI ou HDMI de link único (TMDS) através da interface por meio do uso de um adaptador passivo externo, habilitando o modo de compatibilidade e convertendo o sinal de 3,3 para 5 volts. Para VGA/YPbPr analógico e DVI de link duplo, um sinal ativo o adaptador é necessário para compatibilidade e não depende do modo duplo. Os adaptadores VGA ativos são alimentados diretamente pelo conector DisplayPort, enquanto os adaptadores DVI de link duplo ativos normalmente dependem de uma fonte de alimentação externa, como USB.

## Versões

### 1.0 a 1.1
A primeira versão, 1.0, foi aprovada pela VESA em 3 de maio de 2006. A versão 1.1 foi ratificada em 2 de abril de 2007, e a versão 1.1a foi ratificada em 11 de janeiro de 2008.
DisplayPort 1.0–1.1a permite uma largura de banda máxima de 10,8  Gbit/s (taxa de dados de 8,64 Gbit/s) em um link principal padrão de 4 vias. São necessários cabos DisplayPort de até 2 metros de comprimento para suportar a  largura de banda total de 10,8 Gbit/s. DisplayPort 1.1 permite que dispositivos implementem camadas de link alternativas, como fibra óptica, permitindo um alcance muito maior entre a fonte e o display sem degradação do sinal, embora implementações alternativas não sejam padronizadas. Também inclui HDCP além de DisplayPort Content Protection (DPCP). O padrão DisplayPort 1.1a pode ser baixado gratuitamente no site da VESA.

### 1.2
DisplayPort versão 1.2 foi lançada em 7 de janeiro de 2010. A melhoria mais significativa desta versão é a duplicação da taxa de dados para 17,28 Gbit/s no modo High Bit Rate 2 (HBR2), que permite resoluções maiores, taxas de atualização mais altas, e maior profundidade de cor, como 3840 × 2160 a 60 Hz 10 bpc RGB. Outras melhorias incluem vários fluxos de vídeo independentes (conexão em cadeia com vários monitores) chamados Multi-Stream Transport (MST), recursos para 3D estereoscópico, maior largura de banda do canal AUX (de 1 Mbit/s a 720 Mbit/s), mais espaços de cores incluindo xvYCC, scRGB e Adobe RGB 1998, e Global Time Code (GTC) para sincronização de áudio/vídeo abaixo de 1 μs. Além disso, o conector Mini DisplayPort da Apple Inc., que é muito menor e projetado para laptops e outros dispositivos pequenos, é compatível com o novo padrão.

### 1.2a
A versão 1.2a do DisplayPort foi lançada em janeiro de 2013 e pode incluir opcionalmente o Adaptive Sync da VESA. O FreeSync da AMD usa o recurso DisplayPort Adaptive-Sync para operação. O FreeSync foi demonstrado pela primeira vez na CES 2014 em um laptop Toshiba Satellite fazendo uso do recurso Panel-Self-Refresh (PSR) do padrão Embedded DisplayPort, e após uma proposta da AMD, a VESA posteriormente adaptou o Panel-Self- Recurso de atualização para uso em monitores independentes e adicionado como um recurso opcional do padrão DisplayPort principal sob o nome "Adaptive-Sync" na versão 1.2a. Por ser um recurso opcional, o suporte para Adaptive-Sync não é necessário para que um monitor seja compatível com DisplayPort 1.2a.

### 1.3
DisplayPort versão 1.3 foi aprovado em 15 de setembro de 2014. Este padrão aumenta a largura de banda de transmissão geral para 32,4 Gbit/s com o novo modo HBR3 apresentando 8,1 Gbit/s por pista (acima de 5,4 Gbit/s com HBR2 na versão 1.2), para uma taxa de transferência total de dados de 25,92 Gbit/s após considerar a sobrecarga de codificação 8b/10b. Essa largura de banda é suficiente para uma tela 4K UHD (3840 × 2160) a 120 Hz com cores RGB de 24 bits/px, uma tela 5K (5120 × 2880) a 60 Hz com cores RGB de 30 bits/px ou uma tela 8K UHD (7680 × 4320) a 30 Hz com 24 cor RGB bit/px. Usando Multi-Stream Transport (MST), uma porta DisplayPort pode acionar dois monitores 4K UHD (3840 × 2160) a 60 Hz ou até quatro monitores WQXGA (2560 × 1600) a 60 Hz com cores RGB de 24 bits/px. O novo padrão inclui modo duplo obrigatório para adaptadores DVI e HDMI, implementando o padrão HDMI 2.0 e proteção de conteúdo HDCP 2.2. O padrão de conexão Thunderbolt 3 deveria originalmente incluir capacidade DisplayPort 1.3, mas a versão final acabou com apenas a versão 1.2. O recurso Adaptive Sync do VESA no DisplayPort versão 1.3 continua sendo uma parte opcional da especificação.

### 1.4
A versão 1.4 do DisplayPort foi publicada em 1º de março de 2016. Nenhum novo modo de transmissão foi definido, então HBR3 (32,4  Gbit/s) conforme introduzido na versão 1.3 ainda permanece como o modo mais alto disponível. DisplayPort 1.4 adiciona suporte para Display Stream Compression 1.2 (DSC), Forward Error Correction, metadados HDR10 definidos em CTA-861.3, incluindo metadados estáticos e dinâmicos e espaço de cores Rec. 2020, para interoperabilidade HDMI, e estende o número máximo de canais de áudio inline para 32.

### 1.4a
A versão 1.4a do DisplayPort foi publicada em abril de 2018. A VESA não fez nenhum comunicado de imprensa oficial para esta versão. Ele atualizou a implementação DSC do DisplayPort de DSC 1.2 para 1.2a.

### 2.0
Em 26 de junho de 2019, a VESA lançou formalmente o padrão DisplayPort 2.0. A VESA afirmou que a versão 2.0 é a primeira grande atualização do padrão DisplayPort desde março de 2016 e fornece uma melhoria de até ≈3× na taxa de dados (de 25,92 para 77,37 Gbit/s) em comparação com a versão anterior do DisplayPort (1.4a), bem como novos recursos para atender aos futuros requisitos de desempenho dos monitores tradicionais. Isso inclui resoluções além de 8K, taxas de atualização mais altas e suporte de alta faixa dinâmica (HDR) em resoluções mais altas, suporte aprimorado para configurações de vários monitores, bem como experiência de usuário aprimorada com monitores de realidade virtual/aumentada (AR/VR), incluindo suporte para 4K-e-além das resoluções VR.
Os produtos que incorporam DisplayPort 2.0 não são projetados pela VESA para aparecer no mercado até o final de 2021.
De acordo com um roteiro publicado pela VESA em setembro de 2016, uma nova versão do DisplayPort deveria ser lançada no “início de 2017”. Teria melhorado a taxa de link de 8,1 para 10,0  Gbit/s, um aumento de 23%. Isso teria aumentado a largura de banda total de 32,4 Gbit/s para 40,0 Gbit/s. No entanto, nenhuma nova versão foi lançada em 2017, provavelmente adiada para fazer mais melhorias depois que o Fórum HDMI anunciou em janeiro de 2017 que seu próximo padrão (HDMI 2.1) ofereceria até 48 Gbit/s de largura de banda. De acordo com um comunicado de imprensa de 3 de janeiro de 2018, "A VESA também está atualmente envolvida com seus membros no desenvolvimento da próxima geração do padrão DisplayPort, com planos de aumentar a taxa de dados permitida pela DisplayPort em duas vezes ou mais. A VESA planeja publicar esta atualização nos próximos 18 meses." Na CES 2019, a VESA anunciou que a nova versão suportaria 8K @ 60 Hz sem compressão e deveria ser lançada no primeiro semestre de 2019.

#### Exemplos de configuração DP 2.0
Com a maior largura de banda possibilitada pelo DisplayPort 2.0, o VESA oferece um alto grau de versatilidade e configurações para resoluções de exibição e taxas de atualização mais altas. Além da resolução de 8K a 60  Hz mencionada acima com suporte HDR, o UHBR20 através de USB-C como DisplayPort Alt Mode permite uma variedade de configurações de alto desempenho:
- Resoluções de tela única
  - Um monitor de 16K (15360 × 8640) @ 60 Hz com 10 bpc (30 bit/px, HDR) RGB/Y′CBCR 4:4:4 em cores (com DSC)
  - Um monitor de 10K (10240 × 4320) @ 60 Hz e 8 bpc (24 bit/px, SDR) RGB/Y′CBCR 4:4:4 em cores (não compactado)
- Resoluções de tela dupla
  - Dois monitores de 8K (7680 × 4320) @ 120 Hz e 10 bpc (30 bit/px, HDR) RGB/Y′CBCR 4:4:4 em cores (com DSC)
  - Dois monitores 4K (3840 × 2160) @ 144 Hz e 8 bpc (24 bit/px, SDR) RGB/Y′CBCR 4:4:4 em cores (não compactado)
- Resoluções de tela triplas
  - Três monitores de 10K (10240 × 4320) @ 60 Hz e 10 bpc (30 bit/px, HDR) RGB/Y′CBCR 4:4:4 em cores (com DSC)
  - Três monitores 4K (3840 × 2160) @ 90 Hz and 10 bpc (30 bit/px, HDR) RGB/Y′CBCR 4:4:4 em cores (não compactado)

Ao usar apenas duas pistas no conector USB-C via DP Alt Mode para permitir dados e vídeo SuperSpeed USB simultâneos, o DP 2.0 pode permitir configurações como:
- Três monitores 4K (3840 × 2160) @ 144 Hz e 10 bpc (30 bit/px, HDR) RGB/Y′CBCR 4:4:4 em cores (com DSC)
- Dois monitores 4K × 4K (4096 × 4096) (para fones de ouvido AR/VR) @ 120 Hz e 10 bpc (30 bit/px, HDR) RGB/Y′CBCR 4:4:4 em cores (com DSC)
- Três QHD (2560 × 1440) @ 120 Hz e 8 bpc (24 bit/px, SDR) RGB/Y′CBCR 4:4:4 em cores (não compactado)
- Um monitor 8K (7680 × 4320) @ 30 Hz e 10 bpc (30 bit/px, HDR) RGB/Y′CBCR 4:4:4 em cores (não compactado)

### 2.1
VESA anunciou a versão 2.1 do padrão DisplayPort em 17 de outubro de 2022. Esta versão incorpora as novas certificações de cabo DP40 e DP80, que testam os cabos DisplayPort para operação adequada em UHBR10 (40 Gbit/s) e UHBR20 (80  Gbit/s) velocidades introduzidas na versão 2.0. Além disso, revisa alguns dos requisitos elétricos para dispositivos DisplayPort para melhorar a integração com USB4. Nas palavras da VESA:

DisplayPort 2.1 reforçou seu alinhamento com a especificação USB Type-C, bem como com a especificação USB4 PHY para facilitar uma manutenção PHY comum tanto para DisplayPort quanto para USB4. Além disso, o DisplayPort 2.1 adicionou um novo recurso de gerenciamento de largura de banda DisplayPort para permitir que o tunelamento DisplayPort coexista com outro tráfego de dados de E/S de forma mais eficiente através do link USB4.

## Especificações

### Especificações principais
|                                   | Versão DisplayPort                                            | Versão DisplayPort                        | Versão DisplayPort | Versão DisplayPort                    | Versão DisplayPort                        |
| 1.0–1.1a                          | 1.2–1.2a                                                      | 1.3                                       | 1.4–1.4a           | 2.0–2.1                               |                                           |
| --------------------------------- | ------------------------------------------------------------- | ----------------------------------------- | ------------------ | ------------------------------------- | ----------------------------------------- |
| Data de lançamento                | Maio de 2006 (1.0) Março de 2007 (1.1) Janeiro de 2008 (1.1a) | Janeiro de 2010 (1.2) Maio de 2012 (1.2a) | Setembro de 2014   | Março de 2016 (1.4) Abril 2018 (1.4a) | Junho de 2019 (2.0) Outubro de 2022 (2.1) |
| Link principal                    |                                                               |                                           |                    |                                       |                                           |
| Modos de transmissão:             |                                                               |                                           |                    |                                       |                                           |
| RBR (1.62 Gbit/s por pista)       | (§1.6.1)                                                      | Sim                                       | Sim                | Sim                                   | Sim                                       |
| HBR (2.70 Gbit/s por pista)       | (§1.6.1)                                                      | Sim                                       | Sim                | Sim                                   | Sim                                       |
| HBR2 (5.40 Gbit/s por pista)      | Não                                                           | (§2.1.1)                                  | Sim                | Sim                                   | Sim                                       |
| HBR3 (8.10 Gbit/s por pista)      | Não                                                           | Não                                       | Sim [ 19 ]         | Sim                                   | Sim                                       |
| UHBR 10 (10.0 Gbit/s por pista)   | Não                                                           | Não                                       | Não                | Não                                   | Sim                                       |
| UHBR 13.5 (13.5 Gbit/s por pista) | Não                                                           | Não                                       | Não                | Não                                   | Sim                                       |
| UHBR 20 (20.0 Gbit/s por pista)   | Não                                                           | Não                                       | Não                | Não                                   | Sim                                       |
| Número de pistas                  | (§1.7.1) 4                                                    | 4                                         | 4                  | 4                                     | 4                                         |
| Largura de banda total máxima     | 10.80 Gbit/s                                                  | 21.60 Gbit/s                              | 32.40 Gbit/s       | 32.40 Gbit/s                          | 80.00 Gbit/s                              |
| Taxa máxima de dados total        | 8.64 Gbit/s                                                   | 17.28 Gbit/s                              | 25.92 Gbit/s       | 25.92 Gbit/s                          | 77.37 Gbit/s                              |
| Esquema de codificação            | (§1.7.1) 8b/10b                                               | 8b/10b                                    | 8b/10b             | 8b/10b                                | 128b/132b                                 |
| Compressão (opcional)             | –                                                             | –                                         | –                  | DSC 1.2 (DP 1.4) DSC 1.2a (DP 1.4a)   | DSC 1.2a                                  |
| Canal auxiliar                    |                                                               |                                           |                    |                                       |                                           |
| Largura de banda máxima           | (Fig. 3-3) 2 Mbit/s                                           | (§3.4) 720 Mbit/s                         | 2 Mbit/s           | 2 Mbit/s                              | 2 Mbit/s                                  |
| Taxa máxima de dados              | (§3.4) 1 Mbit/s                                               | (§3.4) 576 Mbit/s                         | 1 Mbit/s           | 1 Mbit/s                              | 1 Mbit/s                                  |
| Esquema de codificação            | (§1.7.2) Manchester II                                        | (§3.4) 8b/10b                             | Manchester II      | Manchester II                         | Manchester II                             |
| Suporte ao formato de cores       |                                                               |                                           |                    |                                       |                                           |
| RGB                               | (§1.6.1)                                                      | Sim                                       | Sim                | Sim                                   | Sim                                       |
| Y′CBCR 4:4:4                      | (§1.6.1)                                                      | Sim                                       | Sim                | Sim                                   | Sim                                       |
| Y′CBCR 4:2:2                      | (§1.6.1)                                                      | Sim                                       | Sim                | Sim                                   | Sim                                       |
| Y′CBCR 4:2:0                      | Não                                                           | Não                                       | Sim                | Sim                                   | Sim                                       |
| Somente Y (monocromático)         | Não                                                           | (§2.2.4.3)                                | Sim                | Sim                                   | Sim                                       |
| Suporte para profundidade de cor  |                                                               |                                           |                    |                                       |                                           |
| 06 bpc (18 bit/px)                | (§1.6.1)                                                      | Sim                                       | Sim                | Sim                                   | Sim                                       |
| 08 bpc (24 bit/px)                | (§1.6.1)                                                      | Sim                                       | Sim                | Sim                                   | Sim                                       |
| 10 bpc (30 bit/px)                | (§1.6.1)                                                      | Sim                                       | Sim                | Sim                                   | Sim                                       |
| 12 bpc (36 bit/px)                | (§1.6.1)                                                      | Sim                                       | Sim                | Sim                                   | Sim                                       |
| 16 bpc (48 bit/px)                | (§1.6.1)                                                      | Sim                                       | Sim                | Sim                                   | Sim                                       |
| Suporte para espaço de cores      |                                                               |                                           |                    |                                       |                                           |
| ITU-R BT.601                      | (§2.2.4)                                                      | Sim                                       | Sim                | Sim                                   | Sim                                       |
| ITU-R BT.709                      | (§2.2.4)                                                      | Sim                                       | Sim                | Sim                                   | Sim                                       |
| sRGB                              | Não [ d ]                                                     | (§2.2.4.3)                                | Sim                | Sim                                   | Sim                                       |
| scRGB                             | Não                                                           | (§2.2.4.3)                                | Sim                | Sim                                   | Sim                                       |
| xvYCC                             | Não                                                           | (§2.2.4.3)                                | Sim                | Sim                                   | Sim                                       |
| Adobe RGB (1998)                  | Não                                                           | (§2.2.4.3)                                | Sim                | Sim                                   | Sim                                       |
| DCI-P3                            | Não                                                           | (§2.2.4.3)                                | Sim                | Sim                                   | Sim                                       |
| Perfil de cores simplificado      | Não                                                           | (§2.2.4.3)                                | Sim                | Sim                                   | Sim                                       |
| ITU-R BT.2020                     | Não                                                           | Não                                       | (p4)               | Sim                                   | Sim                                       |
| Especificações de áudio           |                                                               |                                           |                    |                                       |                                           |
| Máx. taxa de amostragem           | (§1.2.5) 192 kHz                                              | (§2.2.5.3) 768 kHz                        | 768 kHz            | 1536 kHz                              | ?                                         |
| Máx. tamanho da amostra           | (§1.2.5) 24 bits                                              | 24 bits                                   | 24 bits            | 24 bits                               | ?                                         |
| Máximo de canais de áudio         | (§1.2.5) 8                                                    | 8                                         | 8                  | 32                                    | ?                                         |
|                                   | 1.0–1.1a                                                      | 1.2–1.2a                                  | 1.3                | 1.4–1.4a                              | 2.0–2.1                                   |
| Versão DisplayPort                |                                                               |                                           |                    |                                       |                                           |

1. ↑  A largura de banda total (o número de dígitos binários transmitidos por segundo) é igual à largura de banda por faixa do modo de transmissão mais alto suportado multiplicado pelo número de faixas.
2. ↑  Embora a largura de banda total represente o número de bits físicos transmitidos pela interface, nem todos os bits representam dados de vídeo. Alguns dos bits transmitidos são usados para fins de codificação, portanto, a taxa na qual os dados de vídeo podem ser transmitidos pela interface DisplayPort é apenas uma parte da largura de banda total.
3. ↑  O esquema de codificação 8b/10b usa 10 bits de largura de banda para enviar 8 bits de dados, portanto, apenas 80% da largura de banda está disponível para transferência de dados. Os 2 bits extras são usados para balanceamento DC (garantindo um número aproximadamente igual de 1s e 0s). Eles consomem largura de banda, mas não representam nenhum dado.
4. ↑  No DisplayPort 1.0–1.1a, as imagens RGB são simplesmente enviadas sem qualquer informação de colorimetria específica

#### Link principal
O link principal DisplayPort é usado para transmissão de vídeo e áudio. O link principal consiste em vários canais de dados seriais unidirecionais que operam simultaneamente, chamados de pistas. Uma conexão DisplayPort padrão possui 4 pistas, embora alguns aplicativos de DisplayPort implementem mais, como a interface Thunderbolt 3 que implementa até 8 pistas de DisplayPort.(p4)
Em uma conexão DisplayPort padrão, cada pista possui um conjunto dedicado de fios de par trançado e transmite dados através dela usando sinalização diferencial. Este é um sistema de auto-relógio, portanto não é necessário nenhum canal de sinal de relógio dedicado.(§1.7.1) Ao contrário de DVI e HDMI, que variam sua velocidade de transmissão para a taxa exata necessária para o formato de vídeo específico, DisplayPort opera apenas em algumas velocidades específicas; quaisquer bits em excesso na transmissão são preenchidos com "símbolos de preenchimento".(§2.2.1.4)
Nas versões DisplayPort 1.0–1.4a, os dados são codificados usando a codificação ANSI 8b/10b antes da transmissão. Com este esquema, apenas 8 em cada 10 bits transmitidos representam dados; os bits extras são usados para balanceamento DC (garantindo um número aproximadamente igual de 1s e 0s). Como resultado, a taxa na qual os dados podem ser transmitidos é de apenas 80% da taxa de bits física. As velocidades de transmissão às vezes também são expressas em termos de "Link Symbol Rate", que é a taxa na qual esses símbolos codificados em 8b/10b são transmitidos (ou seja, a taxa na qual grupos de 10 bits são transmitidos, 8 dos quais representam dados). Os seguintes modos de transmissão são definidos na versão 1.0–1.4a:
- RBR (taxa de bits reduzida): largura de banda de 1,62 Gbit/s por pista (taxa de símbolo de link de 162 MHz)
- HBR (High Bit Rate): largura de banda de 2,70 Gbit/s por pista (taxa de símbolo de link de 270 MHz)
- HBR2 (High Bit Rate 2): largura de banda de 5,40 Gbit/s por pista (taxa de símbolo de link de 540 MHz), introduzida no DP  1.2
- HBR3 (High Bit Rate 3): largura de banda de 8,10 Gbit/s por pista (taxa de símbolo de link de 810 MHz), introduzida no DP 1.3

DisplayPort 2.0 usa codificação 128b/132b; cada grupo de 132 bits transmitidos representa 128 bits de dados. Este esquema tem uma eficiência de 96,96%. Além disso, uma pequena quantidade de sobrecarga é adicionada ao pacote de controle da camada de enlace e outras operações diversas, resultando em uma eficiência geral de ≈96,7%.(§3.5.2.18) Os seguintes modos de transmissão são adicionados no DP 2.0:
- UHBR 10 (Ultra High Bit Rate 10): largura de banda de 10,0 Gbit/s por pista
- UHBR 13.5 (Ultra High Bit Rate 13.5): largura de banda de 13,5 Gbit/s por pista
- UHBR 20 (Ultra High Bit Rate 20): largura de banda de 20,0 Gbit/s por pista

A largura de banda total do link principal em uma conexão padrão de 4 pistas é o agregado de todas as pistas:
- RBR: 04 × 1.62Gbit/s = 06,48 Gbit/s de largura de banda (taxa de dados de 5,184 Gbit/s ou 648 MB/s com codificação 8b/10b)
- HBR: 04 × 2.70 Gbit/s = largura de banda de 10,80 Gbit/s (taxa de dados de 8,64 Gbit/s ou 1,08 GB/s)
- HBR2: 4 × 5.40 Gbit/s = largura de banda de 21,60 Gbit/s (taxa de dados de 17,28 Gbit/s ou 2,16 GB/s)
- HBR3: 4 × 8.10 Gbit/s =  largura de banda de 32,40 Gbit/s (taxa de dados de 25,92 Gbit/s ou 3,24 GB/s)
- UHBR 10: 4 × 10.0 Gbit/s = largura de banda de 40,00 Gbit/s (taxa de dados de 38,69 Gbit/s ou 4,84 GB/s com codificação 128b/132b e FEC)
- UHBR 13.5: 4 × 13.5 Gbit/s = largura de banda de 54,00 Gbit/s (taxa de dados de 52,22 Gbit/s ou 6,52 GB/s)
- UHBR 20: 4 × 20.0 Gbit/s = largura de banda de 80,00 Gbit/s (taxa de dados de 77,37 Gbit/s ou 9,69 GB/s)

O modo de transmissão utilizado pelo link principal DisplayPort é negociado pelo dispositivo fonte e coletor quando uma conexão é feita, por meio de um processo chamado Link Training. Este processo determina a velocidade máxima possível da conexão. Se a qualidade do cabo DisplayPort for insuficiente para lidar com velocidades HBR2 de forma confiável, por exemplo, os dispositivos DisplayPort detectarão isso e mudarão para um modo mais baixo para manter uma conexão estável.(§2.1.1) O link pode ser renegociado a qualquer momento caso seja detectada perda de sincronização.(§1.7.3)
Os dados de áudio são transmitidos através do link principal durante os intervalos de supressão de vídeo (pequenas pausas entre cada linha e quadro de dados de vídeo).(§2.2.5.3)

#### Canal auxiliar
O canal DisplayPort AUX é um canal de dados half-duplex (bidirecional) usado para diversos dados adicionais além de vídeo e áudio, como comandos EDID (I²C) ou CEC.(§2.4) Este canal de dados bidirecional é necessário, uma vez que os sinais da pista de vídeo são unidirecionais da fonte para o display. Os sinais AUX são transmitidos através de um conjunto dedicado de fios de par trançado. DisplayPort 1.0 especificou codificação Manchester com uma taxa de sinal de 2 MBd (taxa de dados de 1 Mbit/s).(§3.4) A versão 1.2 do padrão DisplayPort introduziu um segundo modo de transmissão chamado FAUX (Fast AUX), que operava em 720 MBd com codificação 8b/10b (taxa de dados de 576 Mbit/s),(§3.4) mas foi descontinuado na versão 1.3.

## Cabos e conectores

### Cabos

#### Compatibilidade e suporte a recursos
Todos os cabos DisplayPort são compatíveis com todos os dispositivos DisplayPort, independentemente da versão de cada dispositivo ou do nível de certificação do cabo.
Todos os recursos do DisplayPort funcionarão em qualquer cabo DisplayPort. DisplayPort não possui vários designs de cabos; todos os cabos DP têm o mesmo layout e fiação básicos e suportam qualquer recurso, incluindo áudio, encadeamento em série, G-Sync/FreeSync, HDR e DSC.
Os cabos DisplayPort diferem no suporte à velocidade de transmissão. DisplayPort especifica sete modos de transmissão diferentes (RBR, HBR, HBR2, HBR3, UHBR 10, UHBR 13.5 e UHBR 20) que suportam larguras de banda progressivamente maiores. Nem todos os cabos DisplayPort são capazes de todos os sete modos de transmissão. A VESA oferece certificações para vários níveis de largura de banda. Estas certificações são opcionais e nem todos os cabos DisplayPort são certificados pela VESA.
Cabos com velocidade de transmissão limitada ainda são compatíveis com todos os dispositivos DisplayPort, mas podem impor limites à resolução máxima ou à taxa de atualização disponível.
Os cabos DisplayPort não são classificados por “versão”. Embora os cabos sejam comumente rotulados com números de versão, com cabos HBR2 anunciados como "cabos DisplayPort 1.2", por exemplo, esta notação não é permitida pela VESA. O uso de números de versão com cabos pode implicar falsamente que um  monitor DisplayPort 1.4 requer um "cabo DisplayPort 1.4" ou que os recursos introduzidos na versão 1.4, como HDR ou DSC, não funcionarão com "cabos DP 1.2" mais antigos. Os cabos DisplayPort são classificados apenas pelo nível de certificação de largura de banda (RBR, HBR, HBR2, HBR3, etc.), caso tenham sido certificados.

#### Largura de banda de cabo e certificações
Nem todos os cabos DisplayPort são capazes de funcionar nos mais altos níveis de largura de banda. Os cabos podem ser submetidos à VESA para certificação opcional em vários níveis de largura de banda. VESA oferece quatro níveis de certificação de cabos: Standard, DP8K, DP40 e DP80.(§4.1) Certificam os cabos DisplayPort para operação adequada nas seguintes velocidades:
| Modo de transmissão                 | Taxa de bits de transmissão | Certificação de cabo mínima exigida           |
| ----------------------------------- | --------------------------- | --------------------------------------------- |
| RBR (taxa de bits reduzida)         | 6.48 Gbit/s                 | Cabo DisplayPort padrão com certificação VESA |
| HBR (High Bit Rate)                 | 10.80 Gbit/s                | Cabo DisplayPort padrão com certificação VESA |
| HBR2 (High Bit Rate 2)              | 21.60 Gbit/s                | Cabo DisplayPort padrão com certificação VESA |
| HBR3 (High Bit Rate 3)              | 32.40 Gbit/s                | Cabo DisplayPort DP8K                         |
| UHBR10 (Ultra High Bit Rate 10)     | 40.00 Gbit/s                | Cabo DP40                                     |
| UHBR13.5 (Ultra High Bit Rate 13.5) | 54.00 Gbit/s                | Cabo DP80                                     |
| UHBR20 (Ultra High Bit Rate 20)     | 80.00 Gbit/s                | Cabo DP80                                     |

Em abril de 2013, a VESA publicou um artigo afirmando que a certificação do cabo DisplayPort não tinha níveis distintos para largura de banda HBR e HBR2, e que qualquer cabo DisplayPort padrão certificado - incluindo aqueles certificados sob DisplayPort 1.1 - seria capaz de lidar com 21,6 Gbit/s. largura de banda do HBR2 que foi introduzida com o padrão DisplayPort 1.2. O padrão DisplayPort  1.2 define apenas uma única especificação para conjuntos de cabos de alta taxa de bits, que é usada para velocidades HBR e HBR2, embora o processo de certificação do cabo DP seja regido pelo DisplayPort PHY Compliance Test Standard (CTS) e não pelo O próprio padrão DisplayPort.(§5.7.1, §4.1)
A certificação DP8K foi anunciada pela VESA em janeiro de 2018 e certifica cabos para operação adequada em velocidades HBR3 (8,1 Gbit/s por pista, 32,4 Gbit/s no total).
Em junho de 2019, com o lançamento da versão 2.0 do Padrão DisplayPort, a VESA anunciou que a certificação DP8K também era suficiente para o novo modo de transmissão UHBR10. Nenhuma nova certificação foi anunciada para os modos UHBR13.5 e UHBR20. A VESA está incentivando os monitores a usar cabos conectados para essas velocidades, em vez de lançar cabos independentes no mercado.
Também deve ser observado que o uso do Display Stream Compression (DSC), introduzido no DisplayPort 1.4, reduz bastante os requisitos de largura de banda do cabo. Formatos que normalmente estariam além dos limites do DisplayPort 1.4, como 4K (3840 × 2160) a 144 Hz 8 bpc RGB/Y′CBCR 4:4:4 (taxa de dados de 31,4 Gbit/s quando não compactado), podem só pode ser implementado usando DSC. Isso reduziria os requisitos de largura de banda física em 2–3×, colocando-a bem dentro das capacidades de um cabo com classificação HBR2.
Isso exemplifica porque os cabos DisplayPort não são classificados por “versão”; embora o DSC tenha sido introduzido na versão 1.4, isso não significa que ele precise do chamado "cabo DP 1.4" (um cabo com classificação HBR3) para funcionar. Os cabos HBR3 são necessários apenas para aplicações que excedem a largura de banda do nível HBR2, e não simplesmente para qualquer aplicação que envolva DisplayPort 1.4. Se o DSC for usado para reduzir os requisitos de largura de banda para níveis HBR2, um cabo com classificação HBR2 será suficiente.
Na versão 2.1, a VESA introduziu os níveis de certificação de cabos DP40 e DP80, que validam cabos para velocidades UHBR10 e UHBR20, respectivamente.

#### Comprimento do cabo
O padrão DisplayPort não especifica nenhum comprimento máximo para cabos, embora o padrão DisplayPort 1.2 estabeleça um requisito mínimo de que todos os cabos de até 2 metros de comprimento devem suportar velocidades HBR2 (21,6 Gbit/s)  e todos os cabos de qualquer comprimento devem suportar Velocidades RBR (6,48 Gbit/s).(§5.7.1, §4.1) Cabos com mais de 2 metros podem ou não suportar velocidades HBR/HBR2, e cabos de qualquer comprimento podem ou não suportar velocidades HBR3 ou superiores.

### Conectores e configuração de pinos

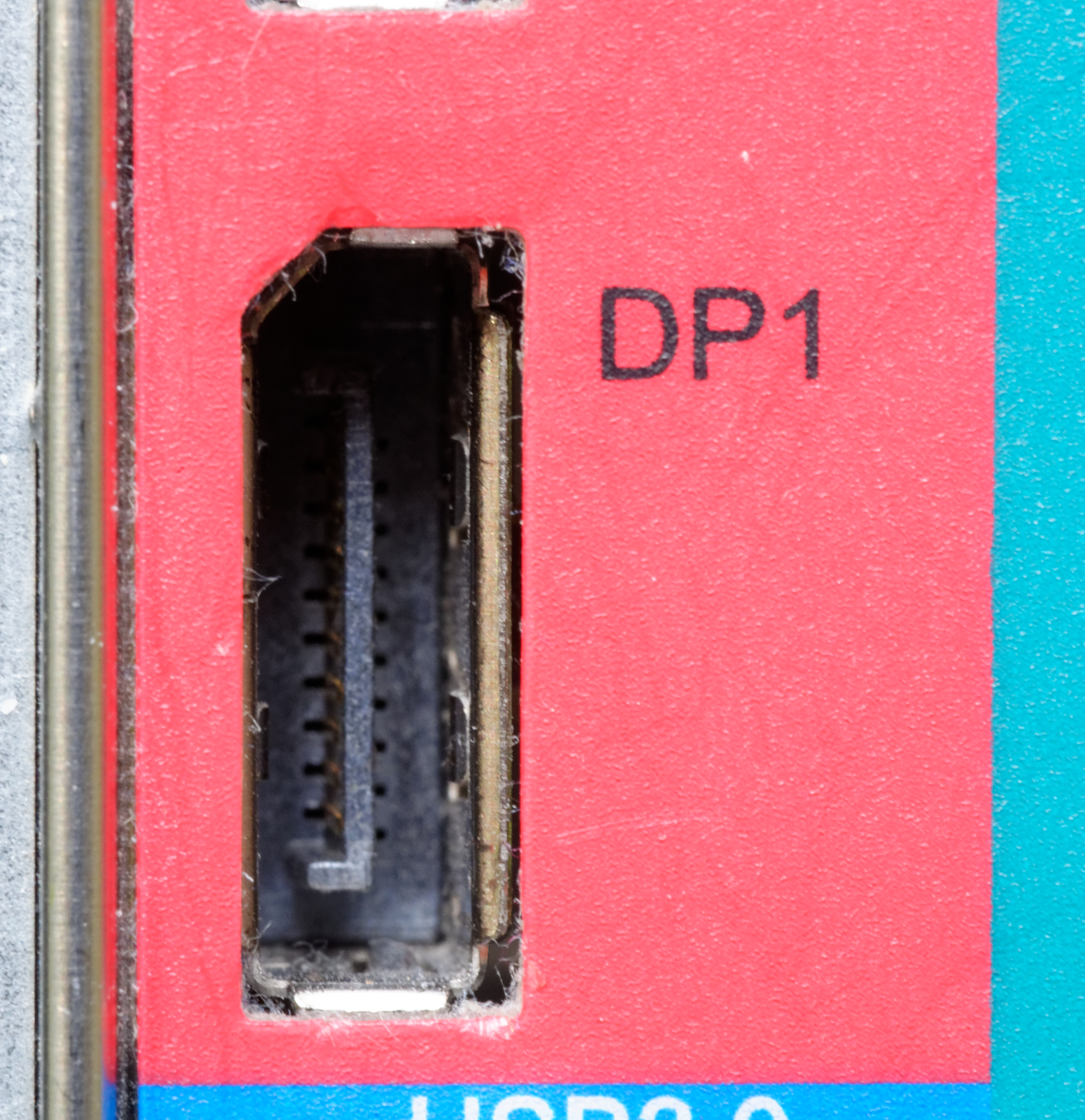
Saída DisplayPort em um computador

Os cabos e portas DisplayPort podem ter um conector "tamanho normal" ou um conector "mini". Esses conectores diferem apenas na forma física – os recursos do DisplayPort são os mesmos, independentemente de qual conector é usado. O uso de um conector Mini DisplayPort não afeta o desempenho ou o suporte de recursos da conexão.

#### Conector DisplayPort de tamanho normal
O conector DisplayPort padrão (agora chamado de conector "tamanho completo" para distingui-lo do miniconector)(§4.1.1) foi o único tipo de conector introduzido no DisplayPort 1.0. É um conector de orientação única de 20 pinos com trava de fricção e trava mecânica opcional. O receptáculo DisplayPort padrão tem dimensões de 16,10 mm (largura) × 4,76 mm (altura) × 8,88 mm (profundidade).(§4.2.1.7, p201)
A alocação padrão dos pinos do conector DisplayPort é a seguinte:(§4.2.1)
- 12 pinos para o link principal – o link principal consiste em quatro pares trançados blindados. Cada par requer 3 pinos; um para cada um dos dois fios e um terceiro para a blindagem.[8](§4.1.2, p183) (pins 1–12)
- 2 pinos de aterramento adicionais – (pinos 13 e 14)
- 3 pinos para o canal auxiliar – o canal auxiliar usa outro par trançado blindado de 3 pinos (pinos 15–17)
- 1 pino para HPD – detecção hot-plug (pino 18)
- 2 pinos para alimentação – alimentação de 3,3 V e linha de retorno (pinos 19 e 20)

#### Conector Mini DisplayPort

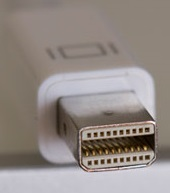
Plugue Mini DisplayPort

O conector Mini DisplayPort foi desenvolvido pela Apple para uso em seus produtos de informática. Foi anunciado pela primeira vez em outubro de 2008 para uso nos novos MacBooks e Cinema Display. Em 2009, a VESA o adotou como padrão oficial e, em 2010, a especificação foi incorporada ao padrão DisplayPort principal com o lançamento do DisplayPort  1.2. A Apple licencia gratuitamente a especificação para a VESA.
O conector Mini DisplayPort (mDP) é um conector de orientação única de 20 pinos com trava de fricção. Ao contrário do conector de tamanho normal, ele não possui opção de trava mecânica. O receptáculo mDP tem dimensões de 7,50 mm (largura) × 4,60 mm (altura) × 4,99 mm (profundidade).(§2.1.3.6, pp27–31) As atribuições dos pinos mDP são as mesmas do conector DisplayPort de tamanho normal.(§2.1.3)

#### DP_PWR (pino 20)
O pino 20 no conector DisplayPort, denominado DP_PWR, fornece alimentação de 3,3 V (±10%) CC a até 500 mA (fornecimento de energia mínimo de 1,5 W).(§3.2) Esta alimentação está disponível em todos os receptáculos DisplayPort, tanto na fonte quanto nos dispositivos de exibição. DP_PWR destina-se a fornecer energia para adaptadores, cabos amplificados e dispositivos semelhantes, de forma que não seja necessário um cabo de alimentação separado.
As conexões de cabo DisplayPort padrão não usam o pino DP_PWR. Conectar os pinos DP_PWR de dois dispositivos diretamente através de um cabo pode criar um curto-circuito que pode potencialmente danificar os dispositivos, uma vez que é improvável que os pinos DP_PWR em dois dispositivos tenham exatamente a mesma tensão (especialmente com uma tolerância de ±10%). Por esse motivo, os padrões DisplayPort 1.1 e posteriores especificam que os cabos passivos DisplayPort para DisplayPort devem deixar o pino 20 desconectado.(§3.2.2)
No entanto, em 2013, a VESA anunciou que, após investigar relatos de mau funcionamento de dispositivos DisplayPort, descobriu que um grande número de fornecedores não certificados estavam fabricando seus cabos DisplayPort com o pino DP_PWR conectado:

Recentemente, a VESA recebeu algumas reclamações sobre a operação problemática do DisplayPort que acabou sendo causada por cabos DisplayPort fabricados incorretamente. Esses cabos DisplayPort “ruins” geralmente são limitados a cabos não certificados pela DisplayPort ou cabos sem marca. Para investigar melhor esta tendência no mercado de cabos DisplayPort, a VESA adquiriu vários cabos não certificados e sem marca e descobriu que um número alarmantemente elevado deles estava configurado incorretamente e provavelmente não suportaria todas as configurações do sistema. Nenhum desses cabos teria passado no teste de certificação DisplayPort; além disso, alguns desses cabos poderiam danificar um PC, laptop ou monitor.

A estipulação de que o fio DP_PWR seja omitido dos cabos DisplayPort padrão não estava presente no padrão DisplayPort 1.0. No entanto, os produtos DisplayPort (e cabos) só começaram a aparecer no mercado em 2008, muito depois de a versão 1.0 ter sido substituída pela versão 1.1. O padrão DisplayPort 1.0 nunca foi implementado em produtos comerciais.

## Limites de resolução e frequência de atualização
As tabelas abaixo descrevem as frequências de atualização que podem ser alcançadas com cada modo de transmissão. Em geral, a frequência máxima de atualização é determinada pelo modo de transmissão (RBR, HBR, HBR2, HBR3, UHBR 10, UHBR 13,5 ou UHBR 20). Esses modos de transmissão foram introduzidos no padrão DisplayPort da seguinte forma:
- RBR e HBR foram definidos na versão inicial do padrão DisplayPort, versão 1.0
- HBR2 foi introduzido na versão 1.2
- HBR3 foi introduzido na versão 1.3
- UHBR 10, UHBR 13.5, e UHBR 20 foram introduzidos na versão 2.0

No entanto, o suporte ao modo de transmissão não é necessariamente ditado pelo "número de versão DisplayPort" reivindicado pelo dispositivo. Por exemplo, versões mais antigas das Diretrizes de Marketing DisplayPort permitiam que um dispositivo fosse rotulado como “DisplayPort 1.2” se suportasse o recurso MST, mesmo que não suportasse o modo de transmissão HBR2.(p9) Versões mais recentes das diretrizes removeram esta cláusula e atualmente (a partir da revisão de junho de 2018) não há diretrizes sobre o uso de números de versão DisplayPort em produtos. Os "números de versão" do DisplayPort não são, portanto, uma indicação confiável de quais velocidades de transmissão um dispositivo pode suportar.
Além disso, os dispositivos individuais podem ter suas próprias limitações arbitrárias além da velocidade de transmissão. Por exemplo, GPUs NVIDIA Kepler GK104 (como a GeForce GTX 680 e 770) suportam "DisplayPort 1.2" com o modo de transmissão HBR2, mas são limitadas a 540 Mpx/s, apenas 3⁄4 do máximo possível com HBR2. Consequentemente, certos dispositivos podem ter limitações diferentes daquelas listadas nas tabelas a seguir.
Para suportar um formato específico, os dispositivos de origem e de exibição devem suportar o modo de transmissão necessário, e o cabo DisplayPort também deve ser capaz de lidar com a largura de banda necessária desse modo de transmissão. (Veja: Cabos e conectores)

### Atualização de limites de frequência para resoluções comuns
Os limites máximos para os modos RBR e HBR são calculados usando cálculos de taxa de dados padrão. Para modos UHBR, os limites são baseados nos cálculos de eficiência de dados fornecidos pelo padrão DisplayPort.(§3.5.2.18) Todos os cálculos assumem vídeo RGB não compactado com temporização CVT-RB v2. Os limites máximos podem diferir se a compressão (ou seja, DSC) ou subamostragem de croma Y′CBCR 4:2:2 ou 4:2:0 fou usada.
Os fabricantes de monitores também podem usar intervalos de supressão não padrão em vez do CVT-RB v2 para atingir frequências ainda mais altas quando a largura de banda fou uma restrição. As frequências de atualização na tabela abaixo não representam o limite máximo absoluto de cada interface, mas sim uma estimativa baseada em uma fórmula de tempo padronizada moderna. Os intervalos mínimos de supressão (e, portanto, a frequência máxima exata que pode ser alcançada) dependerão do display e de quantos pacotes de dados secundários são necessários e, portanto, serão diferentes de modelo para modelo.
| Formato de vídeo | Formato de vídeo | Formato de vídeo          | Modo de transmissão / Taxa máxima de dados                                      | Modo de transmissão / Taxa máxima de dados                                      | Modo de transmissão / Taxa máxima de dados                                      | Modo de transmissão / Taxa máxima de dados                                      | Modo de transmissão / Taxa máxima de dados                                      | Modo de transmissão / Taxa máxima de dados                                      | Modo de transmissão / Taxa máxima de dados                                      |                                                                                 |                                                                                 |
| Forma abreviada  | Resolução        | Profundidade de cor (bpc) | RBR                                                                             | HBR                                                                             | HBR2                                                                            | HBR3                                                                            | UHBR 10                                                                         | UHBR 13.5                                                                       | UHBR 20                                                                         |                                                                                 |                                                                                 |
| Forma abreviada  | Resolução        | Profundidade de cor (bpc) | 5.184 Gbit/s                                                                    | 8.64 Gbit/s                                                                     | 17.28 Gbit/s                                                                    | 25.92 Gbit/s                                                                    | 38.68 Gbit/s                                                                    | 52.22 Gbit/s                                                                    | 77.37 Gbit/s                                                                    |                                                                                 |                                                                                 |
| Forma abreviada  | Resolução        | Profundidade de cor (bpc) | Frequência máxima de atualização com temporização CVT-RB v2 não compactada (Hz) | Frequência máxima de atualização com temporização CVT-RB v2 não compactada (Hz) | Frequência máxima de atualização com temporização CVT-RB v2 não compactada (Hz) | Frequência máxima de atualização com temporização CVT-RB v2 não compactada (Hz) | Frequência máxima de atualização com temporização CVT-RB v2 não compactada (Hz) | Frequência máxima de atualização com temporização CVT-RB v2 não compactada (Hz) | Frequência máxima de atualização com temporização CVT-RB v2 não compactada (Hz) | Frequência máxima de atualização com temporização CVT-RB v2 não compactada (Hz) | Frequência máxima de atualização com temporização CVT-RB v2 não compactada (Hz) |
| ---------------- | ---------------- | ------------------------- | ------------------------------------------------------------------------------- | ------------------------------------------------------------------------------- | ------------------------------------------------------------------------------- | ------------------------------------------------------------------------------- | ------------------------------------------------------------------------------- | ------------------------------------------------------------------------------- | ------------------------------------------------------------------------------- | ------------------------------------------------------------------------------- | ------------------------------------------------------------------------------- |
| 1080p            | 1920 × 1080      | 8                         | 95                                                                              | 154                                                                             | 288                                                                             | 406                                                                             | 555                                                                             | 688                                                                             | 884                                                                             |                                                                                 |                                                                                 |
| 1080p            | 1920 × 1080      | 10                        | 77                                                                              | 125                                                                             | 237                                                                             | 337                                                                             | 468                                                                             | 587                                                                             | 770                                                                             |                                                                                 |                                                                                 |
| 1440p            | 2560 × 1440      | 8                         | 55                                                                              | 90                                                                              | 174                                                                             | 251                                                                             | 354                                                                             | 452                                                                             | 609                                                                             |                                                                                 |                                                                                 |
| 1440p            | 2560 × 1440      | 10                        | 44                                                                              | 73                                                                              | 141                                                                             | 205                                                                             | 293                                                                             | 378                                                                             | 516                                                                             |                                                                                 |                                                                                 |
| UWQHD            | 3440 × 1440      | 8                         | 41                                                                              | 68                                                                              | 133                                                                             | 193                                                                             | 277                                                                             | 358                                                                             | 491                                                                             |                                                                                 |                                                                                 |
| UWQHD            | 3440 × 1440      | 10                        | 33                                                                              | 55                                                                              | 107                                                                             | 157                                                                             | 227                                                                             | 296                                                                             | 412                                                                             |                                                                                 |                                                                                 |
| 4K               | 3840 × 2160      | 8                         |                                                                                 | 41                                                                              | 81                                                                              | 120                                                                             | 174                                                                             | 229                                                                             | 323                                                                             |                                                                                 |                                                                                 |
| 4K               | 3840 × 2160      | 10                        |                                                                                 | 33                                                                              | 65                                                                              | 97                                                                              | 142                                                                             | 187                                                                             | 267                                                                             |                                                                                 |                                                                                 |
| 5K               | 5120 × 2880      | 8                         |                                                                                 |                                                                                 | 47                                                                              | 69                                                                              | 102                                                                             | 136                                                                             | 195                                                                             |                                                                                 |                                                                                 |
| 5K               | 5120 × 2880      | 10                        |                                                                                 |                                                                                 | 37                                                                              | 56                                                                              | 82                                                                              | 110                                                                             | 159                                                                             |                                                                                 |                                                                                 |
| 8K               | 7680 × 4320      | 8                         |                                                                                 |                                                                                 |                                                                                 | 31                                                                              | 47                                                                              | 63                                                                              | 92                                                                              |                                                                                 |                                                                                 |
| 8K               | 7680 × 4320      | 10                        |                                                                                 |                                                                                 |                                                                                 |                                                                                 | 37                                                                              | 50                                                                              | 74                                                                              |                                                                                 |                                                                                 |

### Atualização de limites de frequência para vídeo padrão
A profundidade de cou de 8 bpc (24  bits/px ou 16,7 milhões de cores) é assumida para todos os formatos nessas tabelas. Esta é a profundidade de cou padrão usada na maioria dos monitores de computador. Observe que alguns sistemas operacionais referem-se a isso como profundidade de cou de “32 bits” – é o mesmo que profundidade de cou de 24 bits. Os 8 bits extras são para informações do canal alfa, que só estão presentes no software. Na fase de transmissão, esta informação já foi incorporada nos canais de cores primárias, de modo que os dados de vídeo reais transmitidos através do cabo contêm apenas 24 bits pou pixel.
| Limites apenas para vídeo RGB/Y′CBCR 4:4:4 não compactado | Limites apenas para vídeo RGB/Y′CBCR 4:4:4 não compactado | Limites apenas para vídeo RGB/Y′CBCR 4:4:4 não compactado | Limites apenas para vídeo RGB/Y′CBCR 4:4:4 não compactado | Limites apenas para vídeo RGB/Y′CBCR 4:4:4 não compactado | Limites apenas para vídeo RGB/Y′CBCR 4:4:4 não compactado | Limites apenas para vídeo RGB/Y′CBCR 4:4:4 não compactado | Limites apenas para vídeo RGB/Y′CBCR 4:4:4 não compactado | Limites apenas para vídeo RGB/Y′CBCR 4:4:4 não compactado | Limites apenas para vídeo RGB/Y′CBCR 4:4:4 não compactado | Limites apenas para vídeo RGB/Y′CBCR 4:4:4 não compactado |
| Formato de vídeo                                          | Formato de vídeo                                          | Formato de vídeo                                          | Formato de vídeo                                          | Modo de transmissão/taxa máxima de dados                  | Modo de transmissão/taxa máxima de dados                  | Modo de transmissão/taxa máxima de dados                  | Modo de transmissão/taxa máxima de dados                  | Modo de transmissão/taxa máxima de dados                  | Modo de transmissão/taxa máxima de dados                  | Modo de transmissão/taxa máxima de dados                  |
| Forma abreviada                                           | Resolução                                                 | Taxa de atualização (Hz)                                  | Taxa de dados necessária                                  | RBR                                                       | HBR                                                       | HBR2                                                      | HBR3                                                      | UHBR 10                                                   | UHBR 13.5                                                 | UHBR 20                                                   |
| Forma abreviada                                           | Resolução                                                 | Taxa de atualização (Hz)                                  | Taxa de dados necessária                                  | 5.184 Gbit/s                                              | 8.64 Gbit/s                                               | 17.28 Gbit/s                                              | 25.92 Gbit/s                                              | 38.69 Gbit/s                                              | 52.22 Gbit/s                                              | 77.37 Gbit/s                                              |
| --------------------------------------------------------- | --------------------------------------------------------- | --------------------------------------------------------- | --------------------------------------------------------- | --------------------------------------------------------- | --------------------------------------------------------- | --------------------------------------------------------- | --------------------------------------------------------- | --------------------------------------------------------- | --------------------------------------------------------- | --------------------------------------------------------- |
| 1080p                                                     | 1920 x 1080                                               | 60                                                        | 3.20 Gbit/s                                               | Sim                                                       | Sim                                                       | Sim                                                       | Sim                                                       | Sim                                                       | Sim                                                       | Sim                                                       |
| 1080p                                                     | 1920 x 1080                                               | 85                                                        | 4.59 Gbit/s                                               | Sim                                                       | Sim                                                       | Sim                                                       | Sim                                                       | Sim                                                       | Sim                                                       | Sim                                                       |
| 1080p                                                     | 1920 x 1080                                               | 120                                                       | 6.59 Gbit/s                                               | Não                                                       | Sim                                                       | Sim                                                       | Sim                                                       | Sim                                                       | Sim                                                       | Sim                                                       |
| 1080p                                                     | 1920 x 1080                                               | 144                                                       | 8.00 Gbit/s                                               | Não                                                       | Sim                                                       | Sim                                                       | Sim                                                       | Sim                                                       | Sim                                                       | Sim                                                       |
| 1080p                                                     | 1920 x 1080                                               | 240                                                       | 14.00 Gbit/s                                              | Não                                                       | Não                                                       | Sim                                                       | Sim                                                       | Sim                                                       | Sim                                                       | Sim                                                       |
| 1440p                                                     | 2560 x 1440                                               | 30                                                        | 2.78 Gbit/s                                               | Sim                                                       | Sim                                                       | Sim                                                       | Sim                                                       | Sim                                                       | Sim                                                       | Sim                                                       |
| 1440p                                                     | 2560 x 1440                                               | 60                                                        | 5.63 Gbit/s                                               | Não                                                       | Sim                                                       | Sim                                                       | Sim                                                       | Sim                                                       | Sim                                                       | Sim                                                       |
| 1440p                                                     | 2560 x 1440                                               | 85                                                        | 8.07 Gbit/s                                               | Não                                                       | Sim                                                       | Sim                                                       | Sim                                                       | Sim                                                       | Sim                                                       | Sim                                                       |
| 1440p                                                     | 2560 x 1440                                               | 120                                                       | 11.59 Gbit/s                                              | Não                                                       | Não                                                       | Sim                                                       | Sim                                                       | Sim                                                       | Sim                                                       | Sim                                                       |
| 1440p                                                     | 2560 x 1440                                               | 144                                                       | 14.08 Gbit/s                                              | Não                                                       | Não                                                       | Sim                                                       | Sim                                                       | Sim                                                       | Sim                                                       | Sim                                                       |
| 1440p                                                     | 2560 x 1440                                               | 165                                                       | 16.30 Gbit/s                                              | Não                                                       | Não                                                       | Sim                                                       | Sim                                                       | Sim                                                       | Sim                                                       | Sim                                                       |
| 1440p                                                     | 2560 x 1440                                               | 240                                                       | 24.62 Gbit/s                                              | Não                                                       | Não                                                       | Não                                                       | Sim                                                       | Sim                                                       | Sim                                                       | Sim                                                       |
| 4K                                                        | 3840 x 2160                                               | 24                                                        | 4.93 Gbit/s                                               | Sim                                                       | Sim                                                       | Sim                                                       | Sim                                                       | Sim                                                       | Sim                                                       | Sim                                                       |
| 4K                                                        | 3840 x 2160                                               | 30                                                        | 6.18 Gbit/s                                               | Não                                                       | Sim                                                       | Sim                                                       | Sim                                                       | Sim                                                       | Sim                                                       | Sim                                                       |
| 4K                                                        | 3840 x 2160                                               | 60                                                        | 12.54 Gbit/s                                              | Não                                                       | Não                                                       | Sim                                                       | Sim                                                       | Sim                                                       | Sim                                                       | Sim                                                       |
| 4K                                                        | 3840 x 2160                                               | 75                                                        | 15.79 Gbit/s                                              | Não                                                       | Não                                                       | Sim                                                       | Sim                                                       | Sim                                                       | Sim                                                       | Sim                                                       |
| 4K                                                        | 3840 x 2160                                               | 120                                                       | 25.82 Gbit/s                                              | Não                                                       | Não                                                       | Não                                                       | Sim                                                       | Sim                                                       | Sim                                                       | Sim                                                       |
| 4K                                                        | 3840 x 2160                                               | 144                                                       | 31.35 Gbit/s                                              | Não                                                       | Não                                                       | Não                                                       | Não                                                       | Sim                                                       | Sim                                                       | Sim                                                       |
| 4K                                                        | 3840 x 2160                                               | 240                                                       | 54.84 Gbit/s                                              | Não                                                       | Não                                                       | Não                                                       | Não                                                       | Não                                                       | Sim                                                       | Sim                                                       |
| 5K                                                        | 5120 x 2880                                               | 24                                                        | 8.73 Gbit/s                                               | Não                                                       | Sim                                                       | Sim                                                       | Sim                                                       | Sim                                                       | Sim                                                       | Sim                                                       |
| 5K                                                        | 5120 x 2880                                               | 30                                                        | 10.94 Gbit/s                                              | Não                                                       | Não                                                       | Sim                                                       | Sim                                                       | Sim                                                       | Sim                                                       | Sim                                                       |
| 5K                                                        | 5120 x 2880                                               | 60                                                        | 22.18 Gbit/s                                              | Não                                                       | Não                                                       | Não                                                       | Sim                                                       | Sim                                                       | Sim                                                       | Sim                                                       |
| 5K                                                        | 5120 x 2880                                               | 120                                                       | 45.66 Gbit/s                                              | Não                                                       | Não                                                       | Não                                                       | Não                                                       | Não                                                       | Sim                                                       | Sim                                                       |
| 5K                                                        | 5120 x 2880                                               | 144                                                       | 55.44 Gbit/s                                              | Não                                                       | Não                                                       | Não                                                       | Não                                                       | Não                                                       | Não                                                       | Sim                                                       |
| 5K                                                        | 5120 x 2880                                               | 180                                                       | 70.54 Gbit/s                                              | Não                                                       | Não                                                       | Não                                                       | Não                                                       | Não                                                       | Não                                                       | Sim                                                       |
| 5K                                                        | 5120 x 2880                                               | 240                                                       | 96.98 Gbit/s                                              | Não                                                       | Não                                                       | Não                                                       | Não                                                       | Não                                                       | Não                                                       | Não                                                       |
| 8K                                                        | 7680 x 4320                                               | 24                                                        | 19.53 Gbit/s                                              | Não                                                       | Não                                                       | Não                                                       | Sim                                                       | Sim                                                       | Sim                                                       | Sim                                                       |
| 8K                                                        | 7680 x 4320                                               | 30                                                        | 24.48 Gbit/s                                              | Não                                                       | Não                                                       | Não                                                       | Sim                                                       | Sim                                                       | Sim                                                       | Sim                                                       |
| 8K                                                        | 7680 x 4320                                               | 60                                                        | 49.65 Gbit/s                                              | Não                                                       | Não                                                       | Não                                                       | Não                                                       | Não                                                       | Sim                                                       | Sim                                                       |
| 8K                                                        | 7680 x 4320                                               | 85                                                        | 71.17 Gbit/s                                              | Não                                                       | Não                                                       | Não                                                       | Não                                                       | Não                                                       | Não                                                       | Sim                                                       |
| 8K                                                        | 7680 x 4320                                               | 120                                                       | 102.20 Gbit/s                                             | Não                                                       | Não                                                       | Não                                                       | Não                                                       | Não                                                       | Não                                                       | Não                                                       |
|                                                           |                                                           |                                                           |                                                           | RBR                                                       | HBR                                                       | HBR2                                                      | HBR3                                                      | UHBR 10                                                   | UHBR 13.5                                                 | UHBR 20                                                   |
| Modo de transmissão                                       |                                                           |                                                           |                                                           |                                                           |                                                           |                                                           |                                                           |                                                           |                                                           |                                                           |

1. ↑  Apenas uma parte da largura de banda do DisplayPort é usada para transportar dados de vídeo. As versões DisplayPort 1.0–1.4a usam codificação 8b/10b, o que significa que 80% dos bits transmitidos através do link representam dados e os outros 20% são usados para fins de codificação. A largura de banda máxima de RBR, HBR, HBR2 e HBR3 (6,48, 10,8, 21,6 e 32,4 Gbit/s) transporta, portanto, dados de vídeo a taxas de 5,184, 8,64, 17,28 e 25,92 Gbit/s. DisplayPort versão 2.0 usa codificação 128b/132b e, portanto, as larguras de banda máximas de UHBR 10, 13,5 e 20 (40, 54 e 80 Gbit/s) transportam dados a taxas de 38,69, 52,22 e 77,37 Gbit/s.
2. ↑  Essas taxas de dados são para profundidade de cou não compactada de 8 bpc (24 bits/px) comformato de cou RGB ou Y′CBCR 4:4:4 e temporização CVT-R2. A taxa de dados não compactados para vídeo RGB em bits pou segundo é calculada como bits pou pixel × pixels pou quadro × quadros pou segundo. Pixels pou quadro incluem intervalos de supressão definidos pelo CVT-R2.
3. 1 2  Embora este formato exceda ligeiramente a taxa máxima de dados deste modo de transmissão com temporização CVT-R2, é próximo o suficiente para ser alcançado com temporizações não padrão

| Limites incluindo compressão e subamostragem de croma | Limites incluindo compressão e subamostragem de croma | Limites incluindo compressão e subamostragem de croma | Limites incluindo compressão e subamostragem de croma | Limites incluindo compressão e subamostragem de croma | Limites incluindo compressão e subamostragem de croma | Limites incluindo compressão e subamostragem de croma | Limites incluindo compressão e subamostragem de croma | Limites incluindo compressão e subamostragem de croma | Limites incluindo compressão e subamostragem de croma | Limites incluindo compressão e subamostragem de croma |
| Formato de vídeo                                      | Formato de vídeo                                      | Formato de vídeo                                      | Formato de vídeo                                      | Modo de transmissão/taxa máxima de dados              | Modo de transmissão/taxa máxima de dados              | Modo de transmissão/taxa máxima de dados              | Modo de transmissão/taxa máxima de dados              | Modo de transmissão/taxa máxima de dados              | Modo de transmissão/taxa máxima de dados              | Modo de transmissão/taxa máxima de dados              |
| Forma abreviada                                       | Resolução                                             | Taxa de atualização (Hz)                              | Taxa de dados necessária                              | RBR                                                   | HBR                                                   | HBR2                                                  | HBR3                                                  | UHBR 10                                               | UHBR 13.5                                             | UHBR 20                                               |
| Forma abreviada                                       | Resolução                                             | Taxa de atualização (Hz)                              | Taxa de dados necessária                              | 5.184 Gbit/s                                          | 8.64 Gbit/s                                           | 17.28 Gbit/s                                          | 25.92 Gbit/s                                          | 38.69 Gbit/s                                          | 52.22 Gbit/s                                          | 77.37 Gbit/s                                          |
| ----------------------------------------------------- | ----------------------------------------------------- | ----------------------------------------------------- | ----------------------------------------------------- | ----------------------------------------------------- | ----------------------------------------------------- | ----------------------------------------------------- | ----------------------------------------------------- | ----------------------------------------------------- | ----------------------------------------------------- | ----------------------------------------------------- |
| 1080p                                                 | 1920 x 1080                                           | 60                                                    | 3.20 Gbit/s                                           | Sim                                                   | Sim                                                   | Sim                                                   | Sim                                                   | Sim                                                   | Sim                                                   | Sim                                                   |
| 1080p                                                 | 1920 x 1080                                           | 85                                                    | 4.59 Gbit/s                                           | Sim                                                   | Sim                                                   | Sim                                                   | Sim                                                   | Sim                                                   | Sim                                                   | Sim                                                   |
| 1080p                                                 | 1920 x 1080                                           | 120                                                   | 6.59 Gbit/s                                           | DSC ou 4:2:2                                          | Sim                                                   | Sim                                                   | Sim                                                   | Sim                                                   | Sim                                                   | Sim                                                   |
| 1080p                                                 | 1920 x 1080                                           | 144                                                   | 8.00 Gbit/s                                           | DSC ou 4:2:0                                          | Sim                                                   | Sim                                                   | Sim                                                   | Sim                                                   | Sim                                                   | Sim                                                   |
| 1080p                                                 | 1920 x 1080                                           | 240                                                   | 14.00 Gbit/s                                          | DSC                                                   | DSC ou 4:2:0                                          | Sim                                                   | Sim                                                   | Sim                                                   | Sim                                                   | Sim                                                   |
| 1440p                                                 | 2560 x 1440                                           | 30                                                    | 2.78 Gbit/s                                           | Sim                                                   | Sim                                                   | Sim                                                   | Sim                                                   | Sim                                                   | Sim                                                   | Sim                                                   |
| 1440p                                                 | 2560 x 1440                                           | 60                                                    | 5.63 Gbit/s                                           | DSC ou 4:2:2                                          | Sim                                                   | Sim                                                   | Sim                                                   | Sim                                                   | Sim                                                   | Sim                                                   |
| 1440p                                                 | 2560 x 1440                                           | 85                                                    | 8.07 Gbit/s                                           | DSC ou 4:2:0                                          | Sim                                                   | Sim                                                   | Sim                                                   | Sim                                                   | Sim                                                   | Sim                                                   |
| 1440p                                                 | 2560 x 1440                                           | 120                                                   | 11.59 Gbit/s                                          | DSC                                                   | DSC ou 4:2:2                                          | Sim                                                   | Sim                                                   | Sim                                                   | Sim                                                   | Sim                                                   |
| 1440p                                                 | 2560 x 1440                                           | 144                                                   | 14.08 Gbit/s                                          | DSC                                                   | DSC ou 4:2:0                                          | Sim                                                   | Sim                                                   | Sim                                                   | Sim                                                   | Sim                                                   |
| 1440p                                                 | 2560 x 1440                                           | 165                                                   | 16.30 Gbit/s                                          | DSC + 4:2:2                                           | DSC ou 4:2:0                                          | Sim                                                   | Sim                                                   | Sim                                                   | Sim                                                   | Sim                                                   |
| 1440p                                                 | 2560 x 1440                                           | 240                                                   | 24.62 Gbit/s                                          | DSC + 4:2:0                                           | DSC                                                   | DSC ou 4:2:2                                          | Sim                                                   | Sim                                                   | Sim                                                   | Sim                                                   |
| 4K                                                    | 3840 x 2160                                           | 24                                                    | 4.93 Gbit/s                                           | Sim                                                   | Sim                                                   | Sim                                                   | Sim                                                   | Sim                                                   | Sim                                                   | Sim                                                   |
| 4K                                                    | 3840 x 2160                                           | 30                                                    | 6.18 Gbit/s                                           | DSC ou 4:2:2                                          | Sim                                                   | Sim                                                   | Sim                                                   | Sim                                                   | Sim                                                   | Sim                                                   |
| 4K                                                    | 3840 x 2160                                           | 60                                                    | 12.54 Gbit/s                                          | DSC                                                   | DSC ou 4:2:2                                          | Sim                                                   | Sim                                                   | Sim                                                   | Sim                                                   | Sim                                                   |
| 4K                                                    | 3840 x 2160                                           | 75                                                    | 15.79 Gbit/s                                          | DSC                                                   | DSC ou 4:2:0                                          | Sim                                                   | Sim                                                   | Sim                                                   | Sim                                                   | Sim                                                   |
| 4K                                                    | 3840 x 2160                                           | 120                                                   | 25.82 Gbit/s                                          | DSC + 4:2:0                                           | DSC                                                   | DSC ou 4:2:2                                          | Sim                                                   | Sim                                                   | Sim                                                   | Sim                                                   |
| 4K                                                    | 3840 x 2160                                           | 144                                                   | 31.35 Gbit/s                                          | DSC + 4:2:0                                           | DSC + 4:2:2                                           | DSC ou 4:2:0                                          | DSC ou 4:2:2                                          | Sim                                                   | Sim                                                   | Sim                                                   |
| 4K                                                    | 3840 x 2160                                           | 240                                                   | 54.84 Gbit/s                                          | Não                                                   | Não                                                   | DSC + 4:2:2                                           | DSC                                                   | DSC ou 4:2:2                                          | Sim                                                   | Sim                                                   |
| 5K                                                    | 5120 x 2880                                           | 24                                                    | 8.73 Gbit/s                                           | DSC ou 4:2:0                                          | Sim                                                   | Sim                                                   | Sim                                                   | Sim                                                   | Sim                                                   | Sim                                                   |
| 5K                                                    | 5120 x 2880                                           | 30                                                    | 10.94 Gbit/s                                          | DSC                                                   | DSC ou 4:2:2                                          | Sim                                                   | Sim                                                   | Sim                                                   | Sim                                                   | Sim                                                   |
| 5K                                                    | 5120 x 2880                                           | 60                                                    | 22.18 Gbit/s                                          | DSC + 4:2:2                                           | DSC                                                   | DSC ou 4:2:2                                          | Sim                                                   | Sim                                                   | Sim                                                   | Sim                                                   |
| 5K                                                    | 5120 x 2880                                           | 120                                                   | 45.66 Gbit/s                                          | Não                                                   | DSC + 4:2:0                                           | DSC                                                   | DSC ou 4:2:0                                          | DSC ou 4:2:2                                          | Sim                                                   | Sim                                                   |
| 5K                                                    | 5120 x 2880                                           | 144                                                   | 55.44 Gbit/s                                          | Não                                                   | Não                                                   | DSC + 4:2:2                                           | DSC                                                   | DSC ou 4:2:2                                          | DSC ou 4:2:2                                          | Sim                                                   |
| 5K                                                    | 5120 x 2880                                           | 180                                                   | 70.54 Gbit/s                                          | Não                                                   | Não                                                   | DSC + 4:2:2                                           | DSC                                                   | DSC ou 4:2:0                                          | DSC ou 4:2:2                                          | Sim                                                   |
| 5K                                                    | 5120 x 2880                                           | 240                                                   | 96.98 Gbit/s                                          | Não                                                   | Não                                                   | DSC + 4:2:0                                           | DSC + 4:2:2                                           | DSC ou 4:2:0                                          | DSC ou 4:2:0                                          | DSC ou 4:2:2                                          |
| 8K                                                    | 7680 x 4320                                           | 24                                                    | 19.53 Gbit/s                                          | DSC + 4:2:2                                           | DSC                                                   | DSC ou 4:2:2                                          | Sim                                                   | Sim                                                   | Sim                                                   | Sim                                                   |
| 8K                                                    | 7680 x 4320                                           | 30                                                    | 24.48 Gbit/s                                          | DSC + 4:2:0                                           | DSC                                                   | DSC ou 4:2:2                                          | Sim                                                   | Sim                                                   | Sim                                                   | Sim                                                   |
| 8K                                                    | 7680 x 4320                                           | 60                                                    | 49.65 Gbit/s                                          | Não                                                   | DSC + 4:2:0                                           | DSC                                                   | DSC ou 4:2:0                                          | DSC ou 4:2:2                                          | Sim                                                   | Sim                                                   |
| 8K                                                    | 7680 x 4320                                           | 85                                                    | 71.17 Gbit/s                                          | Não                                                   | Não                                                   | DSC + 4:2:2                                           | DSC                                                   | DSC ou 4:2:0                                          | DSC ou 4:2:2                                          | Sim                                                   |
| 8K                                                    | 7680 x 4320                                           | 120                                                   | 102.20 Gbit/s                                         | Não                                                   | Não                                                   | DSC + 4:2:0                                           | DSC + 4:2:2                                           | DSC                                                   | DSC ou 4:2:0                                          | DSC ou 4:2:2                                          |
| 8K                                                    | 7680 x 4320                                           | 144                                                   | 124.09 Gbit/s                                         | Não                                                   | Não                                                   | Não                                                   | DSC + 4:2:0                                           | DSC + 4:2:2                                           | DSC                                                   | DSC ou 4:2:0                                          |
| 8K                                                    | 7680 x 4320                                           | 240                                                   | 217.10 Gbit/s                                         | Não                                                   | Não                                                   | Não                                                   | Não                                                   | DSC + 4:2:0                                           | DSC + 4:2:2                                           | DSC                                                   |
|                                                       |                                                       |                                                       |                                                       | RBR                                                   | HBR                                                   | HBR2                                                  | HBR3                                                  | UHBR 10                                               | UHBR 13.5                                             | UHBR 20                                               |
| Modo de transmissão                                   |                                                       |                                                       |                                                       |                                                       |                                                       |                                                       |                                                       |                                                       |                                                       |                                                       |

1. ↑  Apenas uma parte da largura de banda do DisplayPort é usada para transportar dados de vídeo. As versões DisplayPort 1.0–1.4a usam codificação 8b/10b, o que significa que 80% dos bits transmitidos através do link representam dados e os outros 20% são usados para fins de codificação. A largura de banda máxima de RBR, HBR, HBR2 e HBR3 (6,48, 10,8, 21,6 e 32,4Gbit/s) transporta, portanto, dados de vídeo a taxas de 5,184, 8,64, 17,28 e 25,92Gbit/s. DisplayPort versão 2.0 usa codificação 128b/132b e, portanto, as larguras de banda máximas de UHBR 10, 13,5 e 20 (40, 54 e 80Gbit/s) transportam dados a taxas de 38,69, 52,22 e 77,37Gbit/s.
2. ↑  Essas taxas de dados são para profundidade de cou não compactada de 8bpc (24bits/px) comformato de cou RGB ou Y′CBCR 4:4:4 e temporização CVT-R2. A taxa de dados não compactados para vídeo RGB em bits pou segundo é calculada como bits pou pixel × pixels pou quadro × quadros pou segundo. Pixels pou quadro incluem intervalos de supressão definidos pelo CVT-R2.
3. ↑  Este formato só pode ser obtido com cores RGB completas se DSC (compressão de fluxo de exibição) for usado.
4. ↑  Este formato só pode ser obtido descompactado se o formato YCBCR com subamostragem de croma 4:2:2 ou 4:2:0 (conforme observado) for usado
5. ↑  Este formato só pode ser alcançado se DSC fou usado junto com subamostragem de croma YCbCr 4:2:2 ou 4:2:0 (conforme observado)
6. 1 2  Embora este formato exceda ligeiramente a taxa máxima de dados deste modo de transmissão com temporização CVT-R2, é próximo o suficiente para ser alcançado com temporizações não padrão

### Atualização de limites de frequência para vídeo HDR
A profundidade de cor de 10  bpc (30  bits/px ou 1,07 bilhão de cores) é assumida para todos os formatos nessas tabelas. Essa profundidade de cor é um requisito para vários padrões HDR comuns, como HDR10. Requer 25% mais largura de banda do que  o vídeo padrão de 8 bpc.
As extensões HDR foram definidas na versão 1.4 do padrão DisplayPort. Alguns monitores suportam essas extensões HDR, mas só podem implementar o modo de transmissão HBR2 se a largura de banda extra do HBR3 for desnecessária (por exemplo, em monitores HDR 4K 60  Hz). Como não há definição do que constitui um dispositivo "DisplayPort 1.4", alguns fabricantes podem optar por rotulá-los como dispositivos "DP 1.2", apesar de suportarem extensões DP 1.4 HDR. Como resultado, os "números de versão" do DisplayPort não devem ser usados como um indicador de suporte HDR.
| Limites apenas para vídeo RGB / Y'CBCR 4:4:4 não compactado | Limites apenas para vídeo RGB / Y'CBCR 4:4:4 não compactado | Limites apenas para vídeo RGB / Y'CBCR 4:4:4 não compactado | Limites apenas para vídeo RGB / Y'CBCR 4:4:4 não compactado | Limites apenas para vídeo RGB / Y'CBCR 4:4:4 não compactado | Limites apenas para vídeo RGB / Y'CBCR 4:4:4 não compactado | Limites apenas para vídeo RGB / Y'CBCR 4:4:4 não compactado | Limites apenas para vídeo RGB / Y'CBCR 4:4:4 não compactado | Limites apenas para vídeo RGB / Y'CBCR 4:4:4 não compactado | Limites apenas para vídeo RGB / Y'CBCR 4:4:4 não compactado | Limites apenas para vídeo RGB / Y'CBCR 4:4:4 não compactado |
| Formato de vídeo                                            | Formato de vídeo                                            | Formato de vídeo                                            | Formato de vídeo                                            | Modo de transmissão/taxa máxima de dados                    | Modo de transmissão/taxa máxima de dados                    | Modo de transmissão/taxa máxima de dados                    | Modo de transmissão/taxa máxima de dados                    | Modo de transmissão/taxa máxima de dados                    | Modo de transmissão/taxa máxima de dados                    | Modo de transmissão/taxa máxima de dados                    |
| Forma abreviada                                             | Resolução                                                   | Taxa de atualização (Hz)                                    | Taxa de dados necessária                                    | RBR                                                         | HBR                                                         | HBR2                                                        | HBR3                                                        | UHBR 10                                                     | UHBR 13.5                                                   | UHBR 20                                                     |
| Forma abreviada                                             | Resolução                                                   | Taxa de atualização (Hz)                                    | Taxa de dados necessária                                    | 5.184 Gbit/s                                                | 8.64 Gbit/s                                                 | 17.28 Gbit/s                                                | 25.92 Gbit/s                                                | 38.69 Gbit/s                                                | 52.22 Gbit/s                                                | 77.37 Gbit/s                                                |
| ----------------------------------------------------------- | ----------------------------------------------------------- | ----------------------------------------------------------- | ----------------------------------------------------------- | ----------------------------------------------------------- | ----------------------------------------------------------- | ----------------------------------------------------------- | ----------------------------------------------------------- | ----------------------------------------------------------- | ----------------------------------------------------------- | ----------------------------------------------------------- |
| 1080p                                                       | 1920 x 1080                                                 | 60                                                          | 4.00 Gbit/s                                                 | Sim                                                         | Sim                                                         | Sim                                                         | Sim                                                         | Sim                                                         | Sim                                                         | Sim                                                         |
| 1080p                                                       | 1920 x 1080                                                 | 100                                                         | 6.80 Gbit/s                                                 | Não                                                         | Sim                                                         | Sim                                                         | Sim                                                         | Sim                                                         | Sim                                                         | Sim                                                         |
| 1080p                                                       | 1920 x 1080                                                 | 120                                                         | 8.24 Gbit/s                                                 | Não                                                         | Sim                                                         | Sim                                                         | Sim                                                         | Sim                                                         | Sim                                                         | Sim                                                         |
| 1080p                                                       | 1920 x 1080                                                 | 144                                                         | 10.00 Gbit/s                                                | Não                                                         | Não                                                         | Sim                                                         | Sim                                                         | Sim                                                         | Sim                                                         | Sim                                                         |
| 1080p                                                       | 1920 x 1080                                                 | 240                                                         | 17.50 Gbit/s                                                | Não                                                         | Não                                                         | Sim                                                         | Sim                                                         | Sim                                                         | Sim                                                         | Sim                                                         |
| 1440p                                                       | 2560 x 1440                                                 | 30                                                          | 3.47 Gbit/s                                                 | Sim                                                         | Sim                                                         | Sim                                                         | Sim                                                         | Sim                                                         | Sim                                                         | Sim                                                         |
| 1440p                                                       | 2560 x 1440                                                 | 60                                                          | 7.04 Gbit/s                                                 | Não                                                         | Sim                                                         | Sim                                                         | Sim                                                         | Sim                                                         | Sim                                                         | Sim                                                         |
| 1440p                                                       | 2560 x 1440                                                 | 75                                                          | 8.86 Gbit/s                                                 | Não                                                         | Sim                                                         | Sim                                                         | Sim                                                         | Sim                                                         | Sim                                                         | Sim                                                         |
| 1440p                                                       | 2560 x 1440                                                 | 120                                                         | 14.49 Gbit/s                                                | Não                                                         | Não                                                         | Sim                                                         | Sim                                                         | Sim                                                         | Sim                                                         | Sim                                                         |
| 1440p                                                       | 2560 x 1440                                                 | 144                                                         | 17.60 Gbit/s                                                | Não                                                         | Não                                                         | Sim                                                         | Sim                                                         | Sim                                                         | Sim                                                         | Sim                                                         |
| 1440p                                                       | 2560 x 1440                                                 | 200                                                         | 25.12 Gbit/s                                                | Não                                                         | Não                                                         | Não                                                         | Sim                                                         | Sim                                                         | Sim                                                         | Sim                                                         |
| 1440p                                                       | 2560 x 1440                                                 | 240                                                         | 30.77 Gbit/s                                                | Não                                                         | Não                                                         | Não                                                         | Não                                                         | Sim                                                         | Sim                                                         | Sim                                                         |
| 4K                                                          | 3840 x 2160                                                 | 30                                                          | 7.73 Gbit/s                                                 | Não                                                         | Sim                                                         | Sim                                                         | Sim                                                         | Sim                                                         | Sim                                                         | Sim                                                         |
| 4K                                                          | 3840 x 2160                                                 | 60                                                          | 15.68 Gbit/s                                                | Não                                                         | Não                                                         | Sim                                                         | Sim                                                         | Sim                                                         | Sim                                                         | Sim                                                         |
| 4K                                                          | 3840 x 2160                                                 | 98                                                          | 26.07 Gbit/s                                                | Não                                                         | Não                                                         | Não                                                         | Sim                                                         | Sim                                                         | Sim                                                         | Sim                                                         |
| 4K                                                          | 3840 x 2160                                                 | 120                                                         | 32.27 Gbit/s                                                | Não                                                         | Não                                                         | Não                                                         | Não                                                         | Sim                                                         | Sim                                                         | Sim                                                         |
| 4K                                                          | 3840 x 2160                                                 | 144                                                         | 39.19 Gbit/s                                                | Não                                                         | Não                                                         | Não                                                         | Não                                                         | Sim                                                         | Sim                                                         | Sim                                                         |
| 4K                                                          | 3840 x 2160                                                 | 180                                                         | 49.85 Gbit/s                                                | Não                                                         | Não                                                         | Não                                                         | Não                                                         | Não                                                         | Sim                                                         | Sim                                                         |
| 4K                                                          | 3840 x 2160                                                 | 240                                                         | 68.56 Gbit/s                                                | Não                                                         | Não                                                         | Não                                                         | Não                                                         | Não                                                         | Não                                                         | Sim                                                         |
| 5K                                                          | 5120 x 2880                                                 | 30                                                          | 13.67 Gbit/s                                                | Não                                                         | Não                                                         | Sim                                                         | Sim                                                         | Sim                                                         | Sim                                                         | Sim                                                         |
| 5K                                                          | 5120 x 2880                                                 | 50                                                          | 22.99 Gbit/s                                                | Não                                                         | Não                                                         | Não                                                         | Sim                                                         | Sim                                                         | Sim                                                         | Sim                                                         |
| 5K                                                          | 5120 x 2880                                                 | 60                                                          | 27.72 Gbit/s                                                | Não                                                         | Não                                                         | Não                                                         | Não                                                         | Sim                                                         | Sim                                                         | Sim                                                         |
| 5K                                                          | 5120 x 2880                                                 | 85                                                          | 39.75 Gbit/s                                                | Não                                                         | Não                                                         | Não                                                         | Não                                                         | Sim                                                         | Sim                                                         | Sim                                                         |
| 5K                                                          | 5120 x 2880                                                 | 100                                                         | 47.10 Gbit/s                                                | Não                                                         | Não                                                         | Não                                                         | Não                                                         | Não                                                         | Sim                                                         | Sim                                                         |
| 5K                                                          | 5120 x 2880                                                 | 120                                                         | 57.08 Gbit/s                                                | Não                                                         | Não                                                         | Não                                                         | Não                                                         | Não                                                         | Não                                                         | Sim                                                         |
| 5K                                                          | 5120 x 2880                                                 | 144                                                         | 69.30 Gbit/s                                                | Não                                                         | Não                                                         | Não                                                         | Não                                                         | Não                                                         | Não                                                         | Sim                                                         |
| 8K                                                          | 7680 x 4320                                                 | 24                                                          | 24.41 Gbit/s                                                | Não                                                         | Não                                                         | Não                                                         | Sim                                                         | Sim                                                         | Sim                                                         | Sim                                                         |
| 8K                                                          | 7680 x 4320                                                 | 30                                                          | 30.60 Gbit/s                                                | Não                                                         | Não                                                         | Não                                                         | Não                                                         | Sim                                                         | Sim                                                         | Sim                                                         |
| 8K                                                          | 7680 x 4320                                                 | 50                                                          | 51.47 Gbit/s                                                | Não                                                         | Não                                                         | Não                                                         | Não                                                         | Não                                                         | Sim                                                         | Sim                                                         |
| 8K                                                          | 7680 x 4320                                                 | 60                                                          | 62.06 Gbit/s                                                | Não                                                         | Não                                                         | Não                                                         | Não                                                         | Não                                                         | Não                                                         | Sim                                                         |
| 8K                                                          | 7680 x 4320                                                 | 75                                                          | 78.13 Gbit/s                                                | Não                                                         | Não                                                         | Não                                                         | Não                                                         | Não                                                         | Não                                                         | Sim                                                         |
|                                                             |                                                             |                                                             |                                                             | RBR                                                         | HBR                                                         | HBR2                                                        | HBR3                                                        | UHBR 10                                                     | UHBR 13.5                                                   | UHBR 20                                                     |
| Modo de transmissão                                         |                                                             |                                                             |                                                             |                                                             |                                                             |                                                             |                                                             |                                                             |                                                             |                                                             |

1. ↑  Apenas uma parte da largura de banda do DisplayPort é usada para transportar dados de vídeo. As versões DisplayPort 1.0–1.4a usam codificação 8b/10b, o que significa que 80% dos bits transmitidos através do link representam dados e os outros 20% são usados para fins de codificação. A largura de banda máxima de RBR, HBR, HBR2 e HBR3 (6,48, 10,8, 21,6 e 32,4Gbit/s) transporta, portanto, dados de vídeo a taxas de 5,184, 8,64, 17,28 e 25,92Gbit/s. DisplayPort versão 2.0 usa codificação 128b/132b e, portanto, as larguras de banda máximas de UHBR 10, 13,5 e 20 (40, 54 e 80Gbit/s) transportam dados a taxas de 38,69, 52,22 e 77,37Gbit/s.
2. ↑  Essas taxas de dados são para profundidade de cor não compactada de 10 bpc (30 bits/px) comformato de cor RGB ou YCBCR 4:4:4 e temporização CVT-R2. A taxa de dados não compactados para vídeo RGB em bits por segundo é calculada como bits por pixel × pixels por quadro × quadros por segundo. Pixels por quadro incluem intervalos de supressão definidos pelo CVT-R2.
3. 1 2 3 4 5 6 7  Embora este formato exceda ligeiramente a taxa de dados máxima deste modo de transmissão com temporização CVT-R2, ele é próximo o suficiente para ser alcançado com temporizações não padrão

| Limites incluindo compressão e subamostragem de croma | Limites incluindo compressão e subamostragem de croma | Limites incluindo compressão e subamostragem de croma | Limites incluindo compressão e subamostragem de croma | Limites incluindo compressão e subamostragem de croma | Limites incluindo compressão e subamostragem de croma | Limites incluindo compressão e subamostragem de croma | Limites incluindo compressão e subamostragem de croma | Limites incluindo compressão e subamostragem de croma | Limites incluindo compressão e subamostragem de croma | Limites incluindo compressão e subamostragem de croma |
| Formato de vídeo                                      | Formato de vídeo                                      | Formato de vídeo                                      | Formato de vídeo                                      | Modo de transmissão/taxa máxima de dados              | Modo de transmissão/taxa máxima de dados              | Modo de transmissão/taxa máxima de dados              | Modo de transmissão/taxa máxima de dados              | Modo de transmissão/taxa máxima de dados              | Modo de transmissão/taxa máxima de dados              | Modo de transmissão/taxa máxima de dados              |
| Forma abreviada                                       | Resolução                                             | Taxa de atualização (Hz)                              | Taxa de dados necessária                              | RBR                                                   | HBR                                                   | HBR2                                                  | HBR3                                                  | UHBR 10                                               | UHBR 13.5                                             | UHBR 20                                               |
| Forma abreviada                                       | Resolução                                             | Taxa de atualização (Hz)                              | Taxa de dados necessária                              | 5.184 Gbit/s                                          | 8.64 Gbit/s                                           | 17.28 Gbit/s                                          | 25.92 Gbit/s                                          | 38.69 Gbit/s                                          | 52.22 Gbit/s                                          | 77.37 Gbit/s                                          |
| ----------------------------------------------------- | ----------------------------------------------------- | ----------------------------------------------------- | ----------------------------------------------------- | ----------------------------------------------------- | ----------------------------------------------------- | ----------------------------------------------------- | ----------------------------------------------------- | ----------------------------------------------------- | ----------------------------------------------------- | ----------------------------------------------------- |
| 1080p                                                 | 1920 x 1080                                           | 60                                                    | 4.00 Gbit/s                                           | Sim                                                   | Sim                                                   | Sim                                                   | Sim                                                   | Sim                                                   | Sim                                                   | Sim                                                   |
| 1080p                                                 | 1920 x 1080                                           | 100                                                   | 6.80 Gbit/s                                           | DSC ou 4:2:2                                          | Sim                                                   | Sim                                                   | Sim                                                   | Sim                                                   | Sim                                                   | Sim                                                   |
| 1080p                                                 | 1920 x 1080                                           | 120                                                   | 8.24 Gbit/s                                           | DSC ou 4:2:0                                          | Sim                                                   | Sim                                                   | Sim                                                   | Sim                                                   | Sim                                                   | Sim                                                   |
| 1080p                                                 | 1920 x 1080                                           | 144                                                   | 10.00 Gbit/s                                          | DSC ou 4:2:0                                          | DSC ou 4:2:2                                          | Sim                                                   | Sim                                                   | Sim                                                   | Sim                                                   | Sim                                                   |
| 1080p                                                 | 1920 x 1080                                           | 240                                                   | 17.50 Gbit/s                                          | DSC + 4:2:2                                           | DSC ou 4:2:0                                          | Yes                                                   | Sim                                                   | Sim                                                   | Sim                                                   | Sim                                                   |
| 1440p                                                 | 2560 x 1440                                           | 30                                                    | 3.47 Gbit/s                                           | Sim                                                   | Sim                                                   | Sim                                                   | Sim                                                   | Sim                                                   | Sim                                                   | Sim                                                   |
| 1440p                                                 | 2560 x 1440                                           | 60                                                    | 7.04 Gbit/s                                           | DSC ou 4:2:2                                          | Sim                                                   | Sim                                                   | Sim                                                   | Sim                                                   | Sim                                                   | Sim                                                   |
| 1440p                                                 | 2560 x 1440                                           | 75                                                    | 8.86 Gbit/s                                           | DSC ou 4:2:0                                          | Sim                                                   | Sim                                                   | Sim                                                   | Sim                                                   | Sim                                                   | Sim                                                   |
| 1440p                                                 | 2560 x 1440                                           | 120                                                   | 14.49 Gbit/s                                          | DSC                                                   | DSC ou 4:2:0                                          | Sim                                                   | Sim                                                   | Sim                                                   | Sim                                                   | Sim                                                   |
| 1440p                                                 | 2560 x 1440                                           | 144                                                   | 17.60 Gbit/s                                          | DSC + 4:2:2                                           | DSC or 4:2:0                                          | Sim                                                   | Sim                                                   | Sim                                                   | Sim                                                   | Sim                                                   |
| 1440p                                                 | 2560 x 1440                                           | 200                                                   | 25.12 Gbit/s                                          | DSC + 4:2:0                                           | DSC                                                   | DSC or 4:2:2                                          | Sim                                                   | Sim                                                   | Sim                                                   | Sim                                                   |
| 1440p                                                 | 2560 x 1440                                           | 240                                                   | 30.77 Gbit/s                                          | DSC + 4:2:0                                           | DSC + 4:2:2                                           | DSC or 4:2:0                                          | DSC ou 4:2:2                                          | Sim                                                   | Sim                                                   | Sim                                                   |
| 4K                                                    | 3840 x 2160                                           | 30                                                    | 7.73 Gbit/s                                           | DSC ou 4:2:2                                          | Sim                                                   | Sim                                                   | Sim                                                   | Sim                                                   | Sim                                                   | Sim                                                   |
| 4K                                                    | 3840 x 2160                                           | 60                                                    | 15.68 Gbit/s                                          | DSC                                                   | DSC ou 4:2:0                                          | Sim                                                   | Sim                                                   | Sim                                                   | Sim                                                   | Sim                                                   |
| 4K                                                    | 3840 x 2160                                           | 75                                                    | 19.74 Gbit/s                                          | DSC + 4:2:2                                           | DSC                                                   | DSC ou 4:2:2                                          | Sim                                                   | Sim                                                   | Sim                                                   | Sim                                                   |
| 4K                                                    | 3840 x 2160                                           | 98                                                    | 26.07 Gbit/s                                          | DSC + 4:2:0                                           | DSC                                                   | DSC ou 4:2:2                                          | Sim                                                   | Sim                                                   | Sim                                                   | Sim                                                   |
| 4K                                                    | 3840 x 2160                                           | 120                                                   | 32.27 Gbit/s                                          | Não                                                   | DSC + 4:2:2                                           | DSC ou 4:2:0                                          | DSC ou 4:2:2                                          | Sim                                                   | Sim                                                   | Sim                                                   |
| 4K                                                    | 3840 x 2160                                           | 144                                                   | 39.19 Gbit/s                                          | Não                                                   | DSC + 4:2:2                                           | DSC                                                   | DSC or 4:2:2                                          | Sim                                                   | Sim                                                   | Sim                                                   |
| 4K                                                    | 3840 x 2160                                           | 180                                                   | 49.85 Gbit/s                                          | Não                                                   | DSC + 4:2:0                                           | DSC                                                   | DSC ou 4:2:0                                          | DSC ou 4:2:2                                          | Sim                                                   | Sim                                                   |
| 4K                                                    | 3840 x 2160                                           | 240                                                   | 68.56 Gbit/s                                          | Não                                                   | Não                                                   | DSC + 4:2:2                                           | DSC                                                   | DSC ou 4:2:0                                          | DSC or 4:2:2                                          | Sim                                                   |
| 5K                                                    | 5120 x 2880                                           | 30                                                    | 13.67 Gbit/s                                          | DSC                                                   | DSC ou 4:2:0                                          | Sim                                                   | Sim                                                   | Sim                                                   | Sim                                                   | Sim                                                   |
| 5K                                                    | 5120 x 2880                                           | 50                                                    | 22.99 Gbit/s                                          | DSC + 4:2:2                                           | DSC                                                   | DSC ou 4:2:2                                          | Sim                                                   | Sim                                                   | Sim                                                   | Sim                                                   |
| 5K                                                    | 5120 x 2880                                           | 60                                                    | 27.72 Gbit/s                                          | DSC + 4:2:0                                           | DSC + 4:2:2                                           | DSC ou 4:2:0                                          | DSC ou 4:2:2                                          | Sim                                                   | Sim                                                   | Sim                                                   |
| 5K                                                    | 5120 x 2880                                           | 100                                                   | 47.10 Gbit/s                                          | Não                                                   | DSC + 4:2:0                                           | DSC                                                   | DSC ou 4:2:0                                          | DSC ou 4:2:2                                          | Sim                                                   | Sim                                                   |
| 5K                                                    | 5120 x 2880                                           | 120                                                   | 57.08 Gbit/s                                          | Não                                                   | Não                                                   | DSC + 4:2:2                                           | DSC                                                   | DSC ou 4:2:2                                          | DSC ou 4:2:2                                          | Sim                                                   |
| 5K                                                    | 5120 x 2880                                           | 144                                                   | 69.30 Gbit/s                                          | Não                                                   | Não                                                   | DSC + 4:2:2                                           | DSC                                                   | DSC ou 4:2:0                                          | DSC ou 4:2:2                                          | Sim                                                   |
| 5K                                                    | 5120 x 2880                                           | 240                                                   | 121.23 Gbit/s                                         | Não                                                   | Não                                                   | Não                                                   | DSC + 4:2:0                                           | DSC                                                   | DSC                                                   | DSC ou 4:2:0                                          |
| 8K                                                    | 7680 x 4320                                           | 24                                                    | 24.41 Gbit/s                                          | DSC + 4:2:0                                           | DSC                                                   | DSC ou 4:2:2                                          | Sim                                                   | Sim                                                   | Sim                                                   | Sim                                                   |
| 8K                                                    | 7680 x 4320                                           | 30                                                    | 30.60 Gbit/s                                          | DSC + 4:2:0                                           | DSC + 4:2:2                                           | DSC ou 4:2:0                                          | DSC ou 4:2:2                                          | Sim                                                   | Sim                                                   | Sim                                                   |
| 8K                                                    | 7680 x 4320                                           | 50                                                    | 51.47 Gbit/s                                          | Não                                                   | DSC + 4:2:0                                           | DSC                                                   | DSC ou 4:2:0                                          | DSC ou 4:2:2                                          | Sim                                                   | Sim                                                   |
| 8K                                                    | 7680 x 4320                                           | 60                                                    | 62.06 Gbit/s                                          | Não                                                   | Não                                                   | DSC + 4:2:2                                           | DSC                                                   | DSC ou 4:2:0                                          | DSC ou 4:2:2                                          | Sim                                                   |
| 8K                                                    | 7680 x 4320                                           | 75                                                    | 78.13 Gbit/s                                          | Não                                                   | Não                                                   | DSC + 4:2:2                                           | DSC                                                   | DSC ou 4:2:0                                          | DSC ou 4:2:2                                          | Sim                                                   |
| 8K                                                    | 7680 x 4320                                           | 120                                                   | 127.75 Gbit/s                                         | Não                                                   | Não                                                   | Não                                                   | DSC + 4:2:0                                           | DSC + 4:2:2                                           | DSC                                                   | DSC ou 4:2:0                                          |
| 8K                                                    | 7680 x 4320                                           | 144                                                   | 155.11 Gbit/s                                         | Não                                                   | Não                                                   | Não                                                   | DSC + 4:2:0                                           | DSC + 4:2:2                                           | DSC                                                   | DSC ou 4:2:0                                          |
| 8K                                                    | 7680 x 4320                                           | 240                                                   | 271.37 Gbit/s                                         | Não                                                   | Não                                                   | Não                                                   | Não                                                   | Não                                                   | DSC + 4:2:0                                           | DSC + 4:2:2                                           |
|                                                       |                                                       |                                                       |                                                       | RBR                                                   | HBR                                                   | HBR2                                                  | HBR3                                                  | UHBR 10                                               | UHBR 13.5                                             | UHBR 20                                               |
| Modo de transmissão                                   |                                                       |                                                       |                                                       |                                                       |                                                       |                                                       |                                                       |                                                       |                                                       |                                                       |

1. ↑  Apenas uma parte da largura de banda do DisplayPort é usada para transportar dados de vídeo. As versões DisplayPort 1.0–1.4a usam codificação 8b/10b, o que significa que 80% dos bits transmitidos através do link representam dados e os outros 20% são usados para fins de codificação. A largura de banda máxima de RBR, HBR, HBR2 e HBR3 (6,48, 10,8, 21,6 e 32,4Gbit/s) transporta, portanto, dados de vídeo a taxas de 5,184, 8,64, 17,28 e 25,92Gbit/s. DisplayPort versão 2.0 usa codificação 128b/132b e, portanto, as larguras de banda máximas de UHBR 10, 13,5 e 20 (40, 54 e 80Gbit/s) transportam dados a taxas de 38,69, 52,22 e 77,37Gbit/s.
2. ↑  Essas taxas de dados são para profundidade de cor não compactada de 10bpc (30bits/px) comformato de cor RGB ou YCBCR 4:4:4 e temporização CVT-R2. A taxa de dados não compactados para vídeo RGB em bits por segundo é calculada como bits por pixel × pixels por quadro × quadros por segundo. Pixels por quadro incluem intervalos de supressão definidos pelo CVT-R2.
3. ↑  Este formato só pode ser obtido com cores RGB completas se DSC (compressão de fluxo de exibição) for usado.
4. ↑  Este formato só pode ser obtido descompactado se o formato YCBCR com subamostragem de croma 4:2:2 ou 4:2:0 (conforme observado) for usado
5. ↑  Este formato só pode ser alcançado se DSC for usado junto com subamostragem de croma YCbCr 4:2:2 ou 4:2:0 (conforme observado)
6. 1 2 3 4 5  Embora este formato exceda ligeiramente a taxa máxima de dados deste modo de transmissão com temporização CVT-R2, ele é próximo o suficiente para ser alcançado com temporizações não padrão

## Recursos
|                                                  | Versão DisplayPort | Versão DisplayPort    | Versão DisplayPort    | Versão DisplayPort     | Versão DisplayPort                 | Versão DisplayPort     |
| 1.0                                              | 1.1–1.1a           | 1.2–1.2a              | 1.3                   | 1.4–1.4a               | 2.0                                |                        |
| ------------------------------------------------ | ------------------ | --------------------- | --------------------- | ---------------------- | ---------------------------------- | ---------------------- |
| Hot-pluggable                                    | Sim                | Sim                   | Sim                   | Sim                    | Sim                                | Sim                    |
| Áudio embutido                                   | Sim                | Sim                   | Sim                   | Sim                    | Sim                                | Sim                    |
| DisplayPort content protection (DPCP)            | (§1.2.6)           | DPCP 1.0              | DPCP 1.0              | DPCP 1.0               | DPCP 1.0                           | DPCP 1.0               |
| High-bandwidth digital content protection (HDCP) | Não                | (§1.2.6)              | (§1.2.6)              | HDCP 2.2 [ 19 ]        | HDCP 2.2                           | HDCP 2.2               |
| Dual-mode (DP++)                                 | Não                | Sim                   | Sim                   | Sim                    | Sim                                | Sim                    |
| Largura de banda máxima DP++ (TMDS Clock)        | —                  | 4.95 Gbit/s (165 MHz) | 9.00 Gbit/s (300 MHz) | 18.00 Gbit/s (600 MHz) | 18.00 Gbit/s (600 MHz)             | 18.00 Gbit/s (600 MHz) |
| Vídeo 3D estereoscópico                          | Não                | Sim                   | Sim                   | Sim                    | Sim                                | Sim                    |
| Transporte multifluxo (MST)                      | Não                | Não                   | Sim                   | Sim                    | Sim                                | Sim                    |
| High-dynamic-range video (HDR)                   | Não                | Não                   | Não                   | Não                    | Sim                                | Sim                    |
| Display stream compression (DSC)                 | Não                | Não                   | Não                   | Não                    | DSC 1.2 (DP 1.4)DSC 1.2a (DP 1.4a) | DSC 1.2a               |
| Repetição do painel                              | Não                | Não                   | Não                   | Não                    | Não                                | Sim [ 40 ]             |

### DisplayPort dual-mode (DP++)
| Pinos DisplayPort | Modo DVI/HDMI        |
| ----------------- | -------------------- |
| Main link lane 0  | TMDS channel 2       |
| Main link lane 1  | TMDS channel 1       |
| Main link lane 2  | TMDS channel 0       |
| Main link lane 3  | TMDS clock           |
| AUX CH+           | DDC clock            |
| AUX CH−           | DDC data             |
| DP_PWR            | DP_PWR               |
| Hot-plug detect   | Hot-plug detect      |
| Config 1          | Cable adapter detect |
| Config 2          | CEC (somente HDMI)   |

Logotipo DisplayPort de modo duplo

DisplayPort Dual-Mode (DP++), também chamado Dual-Mode DisplayPort, é um padrão que permite que fontes DisplayPort usem adaptadores passivos simples para conectar-se a monitores HDMI ou DVI. O modo duplo é um recurso opcional, portanto, nem todas as fontes DisplayPort suportam necessariamente adaptadores passivos DVI/HDMI, embora na prática quase todos os dispositivos o façam. Oficialmente, o logotipo “DP++” deveria ser usado para indicar uma porta DP que suporta modo duplo, mas a maioria dos dispositivos modernos não usa o logotipo.
Dispositivos que implementam o modo duplo detectarão que um adaptador DVI ou HDMI está conectado e enviarão sinais TMDS DVI/HDMI em vez de sinais DisplayPort. O padrão DisplayPort Dual-Mode original (versão 1.0), usado em  dispositivos DisplayPort 1.1, suportava apenas velocidades de clock TMDS de até 165  MHz (largura de banda de 4,95 Gbit/s). Isso equivale ao HDMI 1.2 e é suficiente para até 1920 × 1200 a 60 Hz.
Em 2013, a VESA lançou o padrão Dual-Mode 1.1, que adicionou suporte para clock TMDS de até 300 MHz (largura de banda de 9,00 Gbit/s) e é usado em  dispositivos DisplayPort 1.2 mais recentes. Isso é um pouco menor que o máximo de 340 MHz do HDMI  1.4 e é suficiente para até 1920 × 1080 a 120 Hz, 2560 × 1440 a 60 Hz ou 3840 × 2160 a 30 Hz. Os adaptadores mais antigos, que eram capazes apenas de atingir a velocidade de 165 MHz, foram retroativamente denominados adaptadores  "Tipo 1", com os novos adaptadores de 300 MHz sendo chamados de "Tipo 2".

#### Limitações do Dual-mode

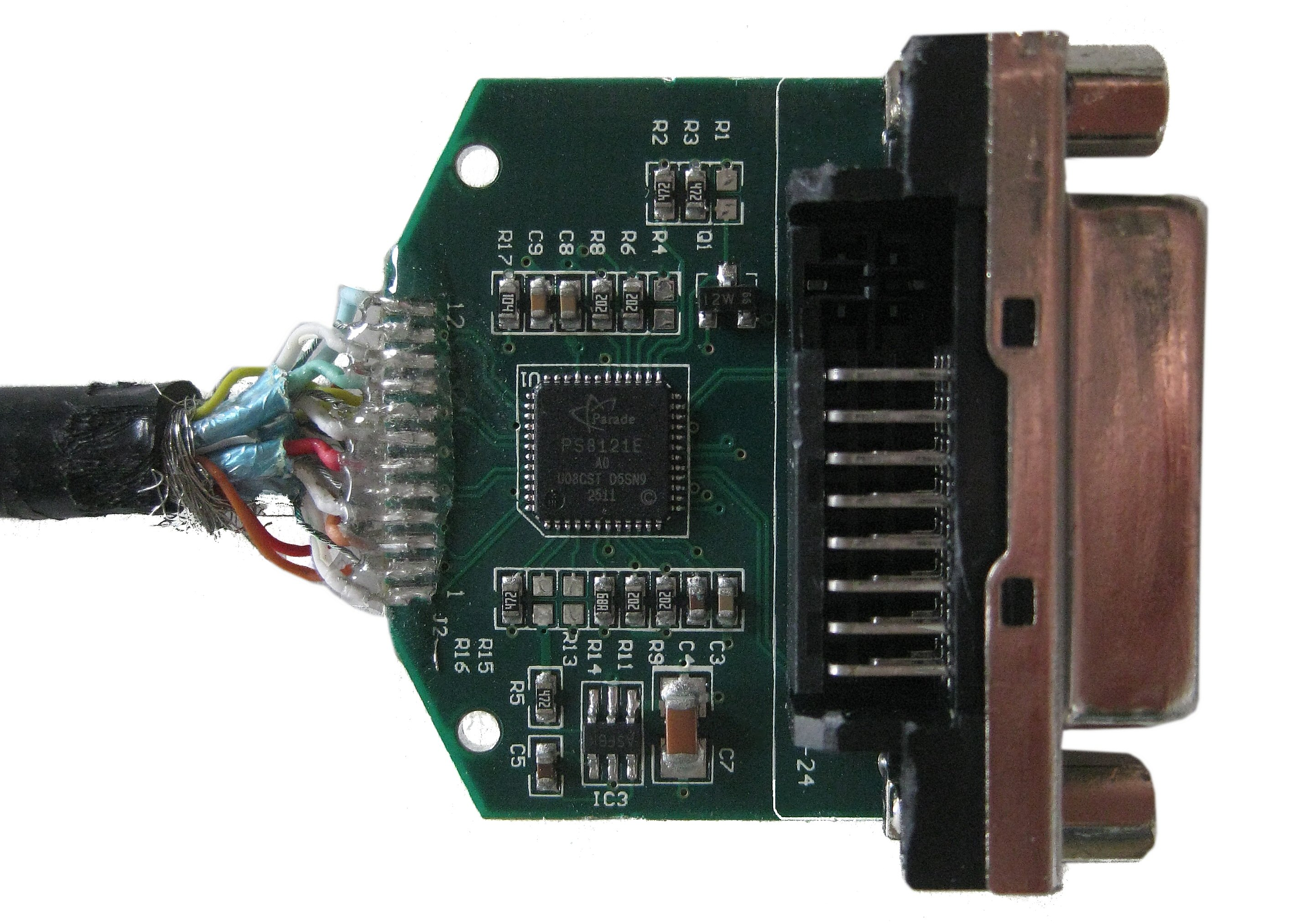
Um adaptador DisplayPort para DVI após remover seu gabinete. O chip na placa converte os níveis de tensão gerados pelo dispositivo DisplayPort de modo duplo para serem compatíveis com um monitor DVI.

- Velocidade limitada do adaptador –  Embora os valores de pinagem e sinal digital transmitidos pela porta DP sejam idênticos a uma fonte DVI/HDMI nativa, os sinais são transmitidos na tensão nativa do DisplayPort (3,3 V) em vez dos 5 V usados por DVI e HDMI. Como resultado, os adaptadores de modo duplo devem conter um circuito de mudança de nível que altera a tensão. A presença deste circuito limita a rapidez com que o adaptador pode operar e, portanto, são necessários adaptadores mais novos para cada velocidade mais alta adicionada ao padrão.
- Unidirecional –  Embora o padrão de modo duplo especifique um método para fontes DisplayPort emitirem sinais DVI/HDMI usando adaptadores passivos simples, não existe um padrão equivalente que forneça aos monitores DisplayPort a capacidade de receber sinais de entrada DVI/HDMI por meio de adaptadores passivos. Como resultado, os monitores DisplayPort só podem receber sinais DisplayPort nativos; quaisquer sinais de entrada DVI ou HDMI devem ser convertidos para o formato DisplayPort com um dispositivo de conversão ativo. Fontes DVI e HDMI não podem ser conectadas a monitores DisplayPort usando adaptadores passivos.
- Somente DVI Single-link DVI –  Como o modo duplo DisplayPort opera usando os pinos do conector DisplayPort para enviar sinais DVI/HDMI, o conector DisplayPort de 20 pinos só pode produzir um sinal DVI de link único (que usa 19 pinos). Um sinal DVI de link duplo usa 25 pinos e, portanto, é impossível transmitir nativamente de um conector DisplayPort por meio de um adaptador passivo. Os sinais DVI de link duplo só podem ser produzidos através da conversão de sinais de saída DisplayPort nativos com um dispositivo de conversão ativo.
- Indisponível em USB-C –  A especificação do modo alternativo DisplayPort para enviar sinais DisplayPort por meio de um cabo USB-C não inclui suporte para o protocolo de modo duplo. Como resultado, os adaptadores passivos DP para DVI e DP para HDMI não funcionam quando encadeados de um adaptador USB-C para DP.

### Transporte Multi-Stream (MST)
Transporte Multi-Stream é um recurso introduzido pela primeira vez no padrão DisplayPort 1.2. Ele permite que vários monitores independentes sejam acionados a partir de uma única porta DP nos dispositivos de origem, multiplexando vários fluxos de vídeo em um único fluxo e enviando-os para um dispositivo de ramificação, que demultiplexa o sinal nos fluxos originais. Os dispositivos de ramificação são comumente encontrados na forma de um hub MST, que se conecta a uma única porta de entrada DP e fornece múltiplas saídas, mas também pode ser implementado internamente em um monitor para fornecer uma porta de saída DP para encadeamento em série, incorporando efetivamente um Hub MST de 2 portas dentro do monitor.(Fig. 2-59) Teoricamente, até 63 monitores podem ser suportados,(p20) mas os requisitos de taxa de dados combinados de todos os monitores não podem exceder os limites de uma única porta DP (17,28 Gbit/s para uma porta DP 1.2 ou 25,92 Gbit/s para uma porta DP 1.3/1.4). Além disso, o número máximo de links entre a fonte e qualquer dispositivo (ou seja, o comprimento máximo de uma ligação em série) é 7,(§2.5.2) e o número máximo de portas de saída físicas em cada dispositivo de ramificação (como como um hub) é 7.(§2.5.1) Com o lançamento do MST, a operação padrão de display único foi retroativamente chamada de modo "SST" (Single-Stream Transport).
O encadeamento em série é um recurso que deve ser suportado especificamente por cada monitor intermediário; nem todos os dispositivos DisplayPort 1.2 suportam isso. O encadeamento em série requer uma porta de saída DisplayPort dedicada no monitor. As portas de entrada DisplayPort padrão encontradas na maioria dos monitores não podem ser usadas como saída em cadeia. Apenas o último monitor da ligação em série não precisa suportar especificamente o recurso ou ter uma porta de saída DP. Os monitores DisplayPort 1.1 também podem ser conectados a hubs MST e podem fazer parte de uma cadeia DisplayPort se for o último monitor da cadeia.(§2.5.1)
O software do sistema host também precisa oferecer suporte ao MST para que hubs ou cadeias funcionem. Embora os ambientes Microsoft Windows tenham suporte total para ele, os sistemas operacionais Apple atualmente não oferecem suporte a hubs MST ou encadeamento DisplayPort a partir do macOS 10.15 ("Catalina"). Adaptadores/cabos DisplayPort para DVI e DisplayPort para HDMI podem ou não funcionar em uma porta de saída MST; o suporte para isso depende do dispositivo específico.[carece de fontes?]
O MST é compatível com o modo alternativo DisplayPort USB Type-C, portanto, as cadeias DisplayPort padrão e os hubs MST funcionam a partir de fontes Type-C com um simples adaptador Type-C para DisplayPort.

### High dynamic range (HDR)
O suporte para vídeo HDR foi introduzido no DisplayPort 1.4. Implementa o padrão CTA 861.3 para transporte de metadados HDR estáticos em EDID.

### Proteção de conteúdo
DisplayPort 1.0 inclui DPCP (DisplayPort Content Protection) opcional da Philips, que usa criptografia AES de 128 bits. Ele também possui autenticação completa e estabelecimento de chave de sessão. Cada sessão de criptografia é independente e possui um sistema de revogação independente. Esta parte do padrão é licenciada separadamente. Ele também adiciona a capacidade de verificar a proximidade do receptor e do transmissor, uma técnica destinada a garantir que os usuários não contornem o sistema de proteção de conteúdo para enviar dados a usuários distantes e não autorizados.(§6)
DisplayPort 1.1 adicionou implementação opcional de HDCP (High-bandwidth Digital Content Protection) revisão 1.3 de 56 bits padrão da indústria, que requer licenciamento separado da Digital Content Protection LLC.(§1.2.6)
DisplayPort  1.3 adicionou suporte para HDCP  2.2, que também é usado pelo HDMI  2.0.

## Custo
VESA, os criadores do padrão DisplayPort, afirmam que a implementação do padrão é isenta de royalties. No entanto, em março de 2015, a MPEG LA emitiu um comunicado à imprensa afirmando que uma taxa de royalties de US$ 0,20 por unidade se aplica a produtos DisplayPort fabricados ou vendidos em países cobertos por uma ou mais patentes no conjunto de licenças da MPEG LA, que inclui patentes da Hitachi Maxell, Philips, Lattice Semiconductor, Rambus e Sony. Em resposta, a VESA atualizou sua página de perguntas frequentes do DisplayPort com a seguinte declaração:

A MPEG LA afirma que a implementação do DisplayPort requer uma licença e pagamento de royalties. É importante observar que estas são apenas REIVINDICAÇÕES. A relevância destas RECLAMAÇÕES será provavelmente decidida num tribunal dos EUA.

A partir de agosto de 2019, o FAQ oficial da VESA não contém mais uma declaração mencionando as taxas de royalties da MPEG LA.
Embora a VESA não cobre nenhuma taxa de royalties por dispositivo, a VESA exige adesão para acesso a esses padrões. O custo mínimo é atualmente de US$ 5.000 (ou US$ 10.000 dependendo da receita anual de vendas corporativas) anualmente.

## Vantagens sobre DVI, VGA e FPD-Link
Em dezembro de 2010, vários fornecedores de computadores e fabricantes de monitores, incluindo Intel, AMD, Dell, Lenovo, Samsung e LG, anunciaram que começariam a eliminar gradualmente FPD-Link, VGA e DVI-I nos próximos anos, substituindo-os por DisplayPort e HDMI.
DisplayPort tem várias vantagens sobre VGA, DVI e FPD-Link.
- Padrão disponível para todos os membros VESA com um padrão extensível para ajudar na ampla adoção[67]
- Menos pistas com self-clock integrado, EMI reduzida com codificação de dados e modo de espelhamento espectral
- Baseado em um protocolo de micropacotes
  - Permite fácil expansão do padrão com vários tipos de dados
  - Alocação flexível de largura de banda disponível entre áudio e vídeo
  - Vários fluxos de vídeo em uma única conexão física (versão 1.2)
  - Transmissão de longa distância em meios físicos alternativos, como fibra óptica (versão 1.1a)
- Monitores de alta resolução e vários monitores com uma única conexão, por meio de um hub ou encadeamento em série[68]
  - O modo HBR2 com 17,28 Gbit/s de largura de banda de vídeo efetiva permite quatro exibições simultâneas de 1080p60 (temporizações CEA-861), duas de 2560 × 1600 × 30 bits @120 Hz (temporizações CVT-R) ou 4K UHD @60 Hz[a]
  - O modo HBR3 com 25,92  Gbit/s de largura de banda de vídeo efetiva, usando temporizações CVT-R2, permite oito exibições simultâneas de 1080p (1920 × 1080) @60 Hz, 4K UHD estereoscopia (3840 × 2160) @120 Hz, ou 5120 × 2880 @60 Hz cada um usando RGB de 24 bits e até 8K UHD (7680 × 4320) @60 Hz usando subamostragem 4:2:0[69]
- Projetado para funcionar em comunicação interna chip a chip
  - Visa substituir links FPD-Link internos por painéis de exibição com interface de link unificado
  - Compatível com sinalização de baixa tensão usada na fabricação de CMOS submícron
  - Pode acionar painéis de exibição diretamente, eliminando circuitos de dimensionamento e controle e permitindo telas mais baratas e mais finas
- O treinamento de link com amplitude ajustável e pré-ênfase se adapta a diferentes comprimentos de cabo e qualidade de sinal
  - Transmissão de largura de banda reduzida para cabo de 15 metros (49 pés), pelo menos 1920 × 1080p @ 60 Hz a 24 bits por pixel
  - Transmissão de largura de banda total por 3 metros (9,8 pés)
- Canal auxiliar de alta velocidade para tráfego DDC, EDID, MCCS, DPMS, HDCP, identificação de adaptador, etc.
  - Pode ser usado para transmitir USB bidirecional, dados de painel de toque, CEC, etc.
- Conector autotravante

## Comparação com HDMI
Embora DisplayPort tenha praticamente a mesma funcionalidade do HDMI, é uma conexão complementar usada em diferentes cenários. Uma porta DisplayPort dual-mode pode emitir um sinal HDMI por meio de um adaptador passivo.
- A partir de 2008, a HDMI Licensing, LLC cobrou uma taxa anual de US$ 10.000 para cada fabricante de alto volume e uma taxa de royalties por unidade de US$ 0,04 a US$ 0,15.[72] DisplayPort é isento de royalties, mas seus implementadores não estão impedidos de cobrar (royalties ou outros) por essa implementação.[73]
- DisplayPort 1.2 tem mais largura de banda de 21,6 Gbit/s[74] (17,28  Gbit/s com sobrecarga removida) em oposição aos 18  Gbit/s do HDMI 2.0[75] (14,4  Gbit/s com sobrecarga removida).
- DisplayPort 1.3 aumenta isso para 32,4 Gbit/s (25,92 Gbit/s com sobrecarga removida) e HDMI 2.1 aumenta para 48 Gbit/s (42,67 Gbit/s com sobrecarga removida), adicionando um link TMDS adicional no lugar da faixa de clock. DisplayPort também tem a capacidade de compartilhar essa largura de banda com vários fluxos de áudio e vídeo para dispositivos separados.
- Historicamente, DisplayPort tem largura de banda maior do que o padrão HDMI disponível ao mesmo tempo. A única exceção é o HDMI 2.1 (2017), que tem maior largura de banda de transmissão @48 Gbit/s do que DisplayPort 1.3 (2014) @32,4 Gbit/s. DisplayPort 2.0 (2019) retomou a superioridade da largura de banda de transmissão @80,0 Gbit/s.
- DisplayPort no modo nativo não possui alguns recursos HDMI, como comandos Consumer Electronics Control (CEC). O barramento CEC permite conectar múltiplas fontes com um único display e controlar qualquer um desses dispositivos a partir de qualquer controle remoto.[8][76][77] DisplayPort 1.3 adicionou a possibilidade de transmitir comandos CEC pelo canal AUX[78] Desde sua primeira versão, o HDMI apresenta CEC para suportar a conexão de múltiplas fontes em um único monitor, como é típico para uma tela de TV. Por outro lado, Multi-Stream Transport permite conectar vários monitores a uma única fonte de computador. Isso reflete os fatos que o HDMI originou-se de empresas de eletrônicos de consumo, enquanto DisplayPort é propriedade da VESA que começou como uma organização de padrões de computador.
- O HDMI usa uma estrutura exclusiva de blocos específicos do fornecedor, que permite recursos como espaços de cores adicionais. No entanto, esses recursos podem ser definidos por CEA EDID extensions.[79]
- Tanto HDMI quanto DisplayPort publicaram especificações para transmissão de sinal pelo conector USB-C. Para obter mais detalhes, consulte USB-C § Especificações do parceiro de modo alternativo.

## Quota de mercado
Os números da IDC mostram que 5,1% dos desktops comerciais e 2,1% dos notebooks comerciais lançados em 2009 apresentavam DisplayPort. O principal fator por trás disso foi a eliminação do VGA, e que tanto a Intel quanto a AMD planejaram parar de construir produtos com FPD-Link até 2013. Quase 70% dos monitores LCD vendidos em agosto de 2014 nos EUA, Reino Unido, Alemanha, Japão e China foram equipados com tecnologia HDMI/DisplayPort, um aumento de 7,5% no ano, segundo a Digitimes Research. IHS Markit, uma empresa de análise, previu que DisplayPort ultrapassaria o HDMI em 2019.

## Padrões complementares

### Mini DisplayPort
Mini DisplayPort (mDP) é um padrão anunciado pela Apple no quarto trimestre de 2008. Pouco depois de anunciar o Mini DisplayPort, a Apple anunciou que licenciaria a tecnologia do conector gratuitamente. No ano seguinte, no início de 2009, a VESA anunciou que o Mini DisplayPort seria incluído na próxima especificação DisplayPort 1.2. Em 24 de fevereiro de 2011, a Apple e a Intel anunciaram o Thunderbolt, um sucessor do Mini DisplayPort que adiciona suporte para conexões de dados PCI Express, mantendo a compatibilidade retroativa com periféricos baseados em Mini DisplayPort.

### Micro DisplayPort
O Micro DisplayPort teria como alvo sistemas que precisam de conectores ultracompactos, como telefones, tablets e notebooks ultraportáteis. Este padrão teria sido fisicamente menor do que os conectores Mini DisplayPort disponíveis atualmente. Esperava-se que o padrão fosse lançado no segundo trimestre de 2014.

### DDM
O Direct Drive Monitor (DDM) 1.0 foi aprovado em dezembro de 2008. Ele permite monitores sem controlador onde o painel de exibição é acionado diretamente pelo sinal DisplayPort, embora as resoluções disponíveis e profundidade de cor sejam limitadas à operação de duas pistas.

### Display Stream Compression
Display Stream Compression (DSC) é um algoritmo de compressão de vídeo desenvolvido pela VESA, projetado para permitir maiores resoluções de exibição e taxas de quadros em interfaces físicas existentes e tornar os dispositivos menores e mais leves, com maior duração da bateria.

### eDP
Embedded DisplayPort (eDP) é um padrão de interface de painel de exibição para dispositivos portáteis e incorporados. Define a interface de sinalização entre placas gráficas e monitores integrados. As diversas revisões do eDP são baseadas nos padrões DisplayPort existentes. No entanto, os números de versão entre os dois padrões não são intercambiáveis. Por exemplo, a versão 1.4 do eDP é baseada em DisplayPort 1.2, enquanto a versão 1.4a do eDP é baseada em DisplayPort 1.3. Na prática, o DisplayPort incorporado substituiu o LVDS como interface de painel predominante em laptops e smartphones modernos.
O eDP 1.0 foi adotado em dezembro de 2008. Ele incluía recursos avançados de economia de energia, como comutação contínua de taxa de atualização. A versão 1.1 foi aprovada em outubro de 2009, seguida pela versão 1.1a em novembro de 2009. A versão 1.2 foi aprovada em maio de 2010 e inclui taxas de dados DisplayPort 1.2 HBR2, monitores coloridos sequenciais de 120 Hz e um novo protocolo de controle do painel de exibição que funciona através do canal AUX. A versão 1.3 foi publicada em fevereiro de 2011; ele inclui um novo recurso opcional de atualização automática do painel (PSR), desenvolvido para economizar energia do sistema e prolongar ainda mais a vida útil da bateria em sistemas de PC portáteis. O modo PSR permite que a GPU entre em um estado de economia de energia entre as atualizações de quadros, incluindo framebuffer memória no controlador do painel de exibição. A versão 1.4 foi lançada em fevereiro de 2013; reduz o consumo de energia por meio de atualizações de quadro parcial no modo PSR, controle de luz de fundo regional, tensões de interface mais baixas e taxas de link adicionais; o canal auxiliar suporta dados de painel multitoque para acomodar diferentes formatos. A versão 1.4a foi publicada em fevereiro de 2015; a versão DisplayPort subjacente foi atualizada para 1.3 para suportar taxas de dados HBR3, Display Stream Compression 1.1, monitores de painel segmentados e atualizações parciais para atualização automática do painel. A versão 1.4b foi publicada em outubro de 2015; seus refinamentos e esclarecimentos de protocolo têm como objetivo permitir a adoção do eDP 1.4b em dispositivos até meados de 2016. A versão 1.5 foi publicada em outubro de 2021; adiciona novos recursos e protocolos, incluindo suporte aprimorado para Adaptive-Sync, que proporciona economia adicional de energia e desempenho aprimorado de jogos e reprodução de mídia.

### iDP
Internal DisplayPort (iDP) 1.0 foi aprovado em abril de 2010. O padrão iDP define um link interno entre um sistema de TV digital em um controlador de chip e o controlador de temporização do painel de exibição. O objetivo é substituir as pistas internas FPD-Link usadas atualmente por uma conexão DisplayPort. O iDP apresenta uma interface física e protocolos exclusivos, que não são diretamente compatíveis com DisplayPort e não são aplicáveis à conexão externa, no entanto, permitem resolução e taxas de atualização muito altas, ao mesmo tempo que fornecem simplicidade e extensibilidade. O iDP apresenta um clock invariável de 2,7  GHz e é nominalmente classificado em 3,24  Gbit/s por pista, com até dezesseis pistas em um banco, resultando em uma redução de seis vezes nos requisitos de fiação através do FPD-Link para um sinal 1080p24; outras taxas de dados também são possíveis. O iDP foi construído com a simplicidade em mente, portanto não possui canal AUX, proteção de conteúdo ou múltiplos streams; no entanto, ele possui 3D estéreo sequencial de quadros e linhas intercaladas.

### PDMI
Portable Digital Media Interface (PDMI) é uma interconexão entre estações de acoplamento/dispositivos de exibição e reprodutores de mídia portáteis, que inclui conexão DisplayPort v1.1a de 2 pistas. Foi ratificado em fevereiro de 2010 como ANSI/CEA-2017-A.

### wDP
Wireless DisplayPort (wDP) habilita a largura de banda e o conjunto de recursos do DisplayPort 1.2 para aplicações sem cabos operando na  banda de rádio de 60 GHz. Foi anunciado em novembro de 2010 pela WiGig Alliance e VESA como um esforço cooperativo.

### SlimPort

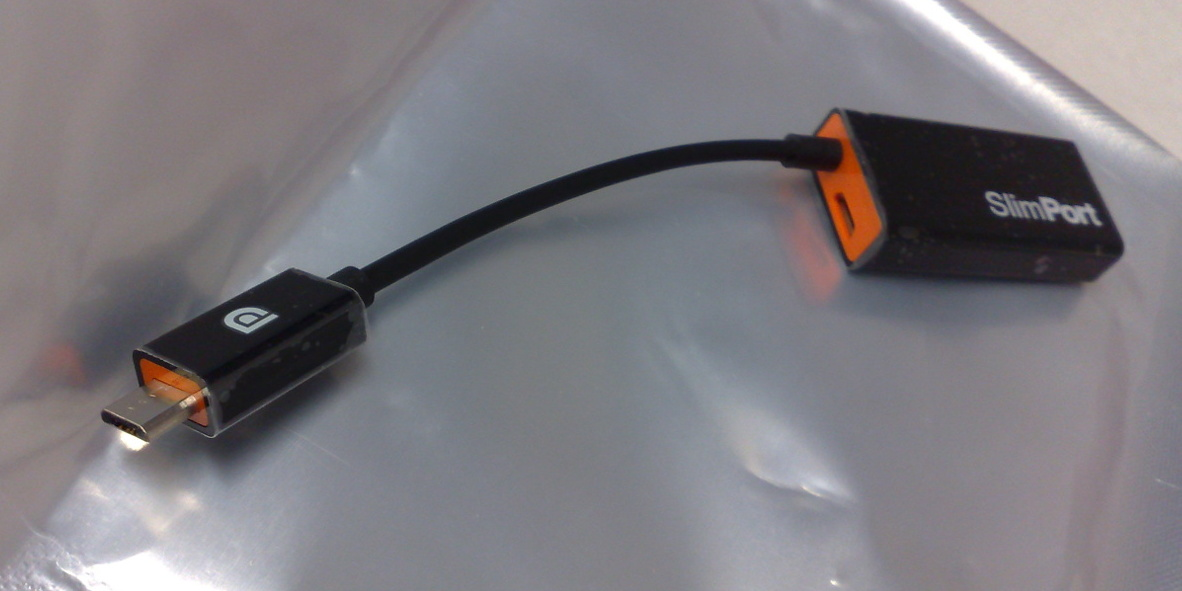
Um adaptador SlimPort para HDMI, fabricado pela Analogix

SlimPort, uma marca de produtos Analogix, está em conformidade com Mobility DisplayPort, também conhecido como MyDP, que é um padrão da indústria para uma interface móvel de áudio/vídeo, fornecendo conectividade de dispositivos móveis para monitores externos e HDTVs. SlimPort implementa a transmissão de vídeo até 4K-UltraHD e até oito canais de áudio através do conector micro-USB para um acessório conversor externo ou dispositivo de exibição. Os produtos SlimPort suportam conectividade perfeita com monitores DisplayPort, HDMI e VGA. O padrão MyDP foi lançado em junho de 2012, e o primeiro produto a usar SlimPort foi o Nexus 4, smartphone do Google. Alguns smartphones LG da série LG G também adotaram SlimPort. 
SlimPort é uma alternativa ao Mobile High-Definition Link (MHL).

### DisplayID
DisplayID foi projetado para substituir o padrão E-EDID. DisplayID apresenta estruturas de comprimento variável que abrangem todas as extensões EDID existentes, bem como novas extensões para displays 3D e displays incorporados.
A versão 1.3 mais recente (anunciada em 23 de setembro de 2013) adiciona suporte aprimorado para topologias de exibição lado a lado; ele permite uma melhor identificação de vários fluxos de vídeo e informa o tamanho e a localização do painel Em dezembro de 2013, muitos monitores 4K atuais usam uma topologia lado a lado, mas não possuem uma maneira padrão de informar à fonte de vídeo qual bloco está à esquerda e qual está à direita. Esses primeiros monitores 4K, por motivos de fabricação, normalmente usam dois painéis 1920×2160 laminados juntos e atualmente são geralmente tratados como configurações de vários monitores. DisplayID 1.3 também permite descoberta de exibição de 8K e possui aplicativos em 3D estéreo, onde vários fluxos de vídeo são usados.

### DockPort
DockPort, anteriormente conhecido como Lightning Bolt, é uma extensão do DisplayPort para incluir dados USB 3.0  bem como energia para carregar dispositivos portáteis a partir de monitores externos conectados. Originalmente desenvolvido pela AMD e Texas Instruments, foi anunciado como uma especificação VESA em 2014.

### USB-C
Em 22 de setembro de 2014, a VESA publicou o DisplayPort Alternate Mode on USB Type-C Connector Standard, uma especificação sobre como enviar sinais DisplayPort através do recém-lançado conector USB-C. Um, dois ou todos os quatro pares diferenciais que o USB usa para o barramento SuperSpeed podem ser configurados dinamicamente para serem usados em pistas DisplayPort. Nos dois primeiros casos, o conector ainda pode transportar um sinal SuperSpeed completo; neste último caso, pelo menos um sinal não SuperSpeed está disponível. O canal DisplayPort AUX também é compatível com os dois sinais de banda lateral na mesma conexão; além disso, USB Power Delivery de acordo com a especificação USB-PD 2.0 recentemente expandida é possível ao mesmo tempo. Isso torna o conector Tipo C um superconjunto estrito dos casos de uso previstos para DockPort, SlimPort, Mini e Micro DisplayPort.

### VirtualLink
VirtualLink é uma proposta que permite que a energia, o vídeo e os dados necessários para acionar os headsets de realidade virtual sejam entregues por meio de um único cabo USB-C.

## Produtos

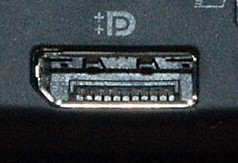
Um conector DisplayPort Dual-mode

Desde a sua introdução em 2006, o DisplayPort ganhou popularidade na indústria de computadores e é apresentado em muitas placas gráficas, monitores e notebooks. A Dell foi a primeira empresa a lançar um produto de consumo com conector DisplayPort, o Dell UltraSharp 3008WFP, lançado em janeiro de 2008. Logo depois, a AMD e a Nvidia lançaram produtos para suportar a tecnologia. A AMD incluiu suporte na série de placas gráficas Radeon HD 3000, enquanto a Nvidia introduziu pela primeira vez suporte na série GeForce 9 começando com a GeForce 9600 GT.

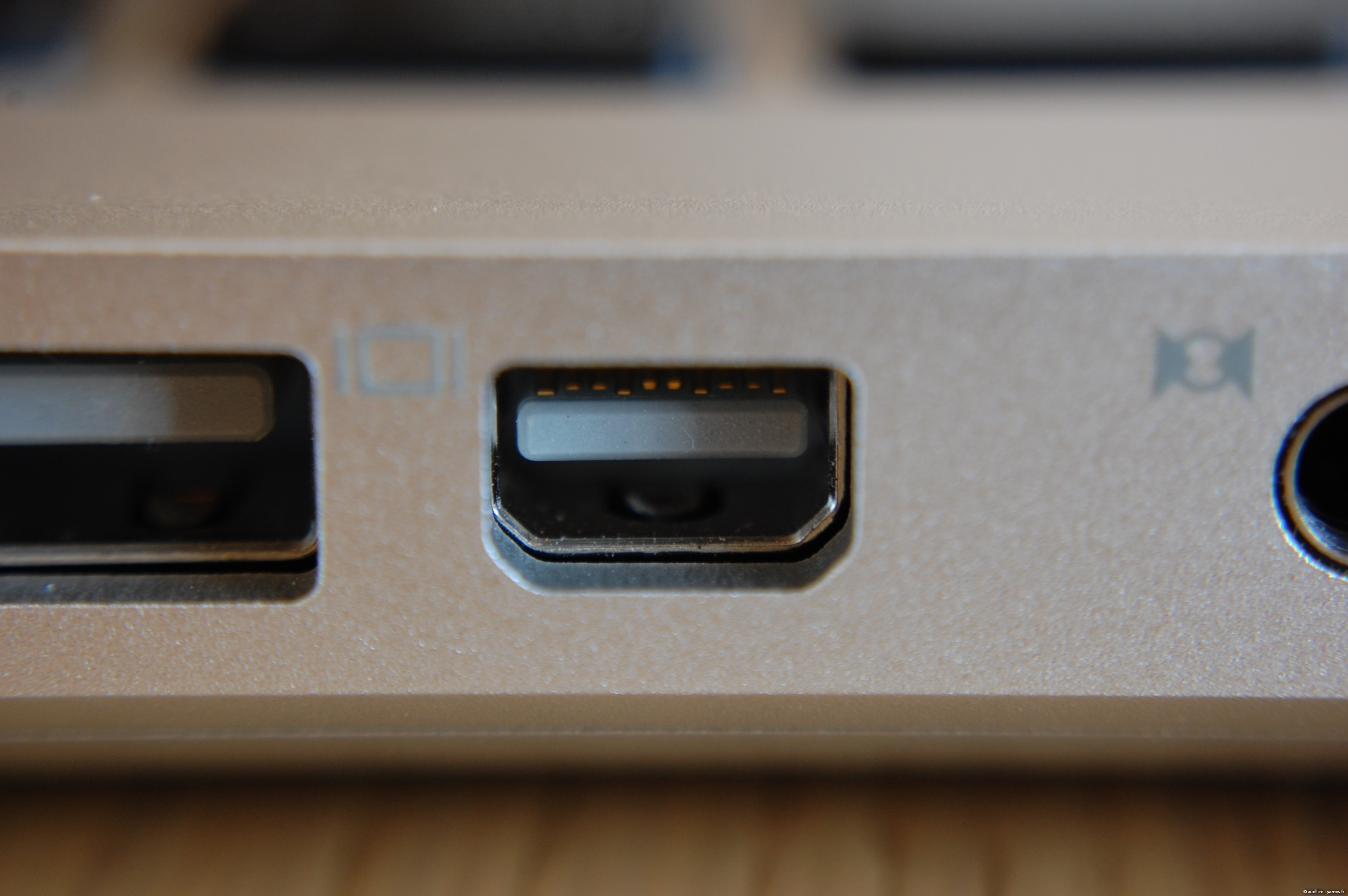
Um conector Mini DisplayPort

Mais tarde, no mesmo ano, a Apple lançou vários produtos com Mini DisplayPort. O novo conector - proprietário na época - eventualmente tornou-se parte do padrão DisplayPort, no entanto, a Apple reserva-se o direito de anular a licença caso o licenciado "inicie uma ação por violação de patente contra a Apple". Em 2009, a AMD seguiu o exemplo com suas placas gráficas Radeon HD 5000 Series, que apresentavam o Mini DisplayPort nas versões Eyefinity da série.
A Nvidia lançou o NVS 810 com 8 saídas Mini DisplayPort em uma única placa em 4 de novembro de 2015.
A Nvidia revelou a GeForce GTX 1080, a primeira placa gráfica do mundo com suporte para DisplayPort 1.4 em 6 de maio de 2016. A AMD seguiu com a Radeon RX 480 para oferecer suporte a DisplayPort 1.3/1.4 em 29 de junho de 2016. A Radeon RX 400 Series suportará DisplayPort 1.3 HBR e HDR10, descartando o(s) conector(es) DVI no design da placa de referência.
Em fevereiro de 2017, a VESA e a Qualcomm anunciaram que o transporte de vídeo DisplayPort Alt Mode será integrado ao chipset móvel Snapdragon 835, que alimenta smartphones, head-mounted displays VR/AR, câmeras IP, tablets e PCs móveis.

### Suporte para modo alternativo DisplayPort via USB-C

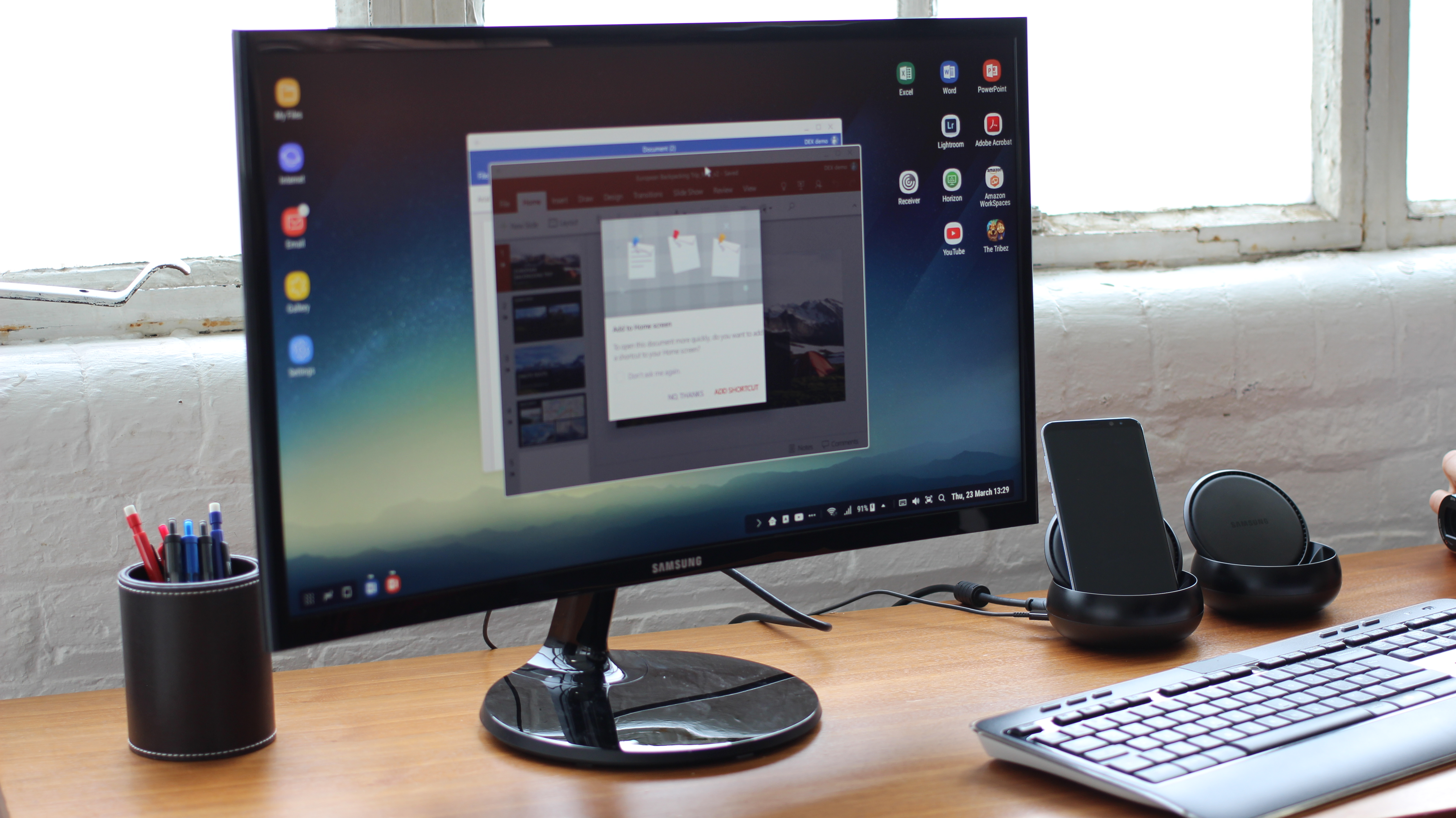
Um Samsung Galaxy S8 conectado a uma docking station DeX.

Atualmente, DisplayPort é o modo alternativo mais amplamente implementado e é usado para fornecer saída de vídeo em dispositivos que não possuem portas DisplayPort ou HDMI de tamanho padrão, como smartphones, tablets e laptops. Um adaptador multiporta USB-C converte o fluxo de vídeo nativo do dispositivo em DisplayPort/HDMI/VGA, permitindo que ele seja exibido em um monitor externo, como um aparelho de televisão ou monitor de computador.
Exemplos de dispositivos que suportam o modo alternativo DisplayPort via USB-C incluem: MacBook, Chromebook Pixel, Surface Book 2, Samsung Galaxy Tab S4, iPad Pro (3ª geração), iPhone 15/15 Pro, HTC 10/U Ultra/U11/U12+, Huawei Mate 10/20/30, LG V20/V30/V40*/V50, OnePlus 7 e mais recente, ROG Phone, Samsung Galaxy S8 mais recentes, Nintendo Switch, Sony Xperia 1/5 etc.

## Empresas participantes
As seguintes empresas participaram na preparação dos rascunhos dos padrões DisplayPort, eDP, iDP, DDM ou DSC:
- Agilent
- Altera
- Grupo de produtos gráficos AMD
- Analogix[113]
- Apple
- Astrodesign
- BenQ
- Broadcom Corporation
- Chi Mei Optoelectronics
- Chrontel[114]
- Dell
- Display Labs
- Foxconn Electronics
- FuturePlus Systems
- Genesis Microchip[115]
- Gigabyte Technology
- Hardent
- Hewlett-Packard
- Hosiden
- Hirose Electric Group
- Intel
- intoPIX
- I-PEX
- Integrated Device Technology
- JAE Electronics
- Kawasaki Microelectronics (K-Micro)
- Keysight Technologies
- Lenovo
- LG Display
- Luxtera
- Molex
- NEC
- NVIDIA
- NXP Semiconductors
- Xi3 Corporation
- Parade Technologies
- Realtek Semiconductor
- Samsung[116]
- SMK
- STMicroelectronics
- Synaptics Inc.
- SyntheSys Research Inc.
- Teledyne LeCroy (QuantumData)
- Tektronix
- Texas Instruments
- TLi
- Tyco Electronics
- ViewSonic
- VTM

As seguintes empresas anunciaram adicionalmente a sua intenção de implementar DisplayPort, eDP ou iDP:
- Acer
- ASRock[117]
- Biostar
- Chroma
- BlackBerry
- Circuit Assembly
- DataPro[118]
- Eizo
- Fujitsu
- Hall Research Technologies
- ITE Tech.
- Matrox Graphics
- Micro-Star International[119]
- MStar Semiconductor
- Novatek Microelectronics Corp.
- Palit Microsystems Ltd.
- Pioneer Corporation
- S3 Graphics
- Toshiba
- Philips
- Quantum Data
- Sparkle Computer
- Unigraf
- Xitrix